# Символы российского вторжения на Украину

Символ «Z» в виде георгиевской ленты

Символы российского вторжения на Украину — символика, используемая частью российской общественности и органами государственной власти после вторжения на Украину в 2022 году для маркировки техники и провоенной пропаганды. Главным образом представляет собой буквы «Z», реже — «V», ещё реже — «О».
Первые упоминания о латинских буквах «Z», «V», «O», «X», «A», нанесённых на российскую военную технику, стали появляться в СМИ примерно за неделю до начала полномасштабных военных действий. Большинство исследователей сошлось во мнении, что это полосы вторжения (используются для избежания дружественного огня), либо обозначают военные округа или регионы вторжения (zападный, vосточный). Согласно официальной позиции Министерства обороны России, символы «не несут специальной нагрузки».
С конца февраля — начала марта 2022 года символы «Z» и «V» стали повсеместно использовать для поддержки вторжения России на Украину, причём «Z» используется чаще и часто сравнивается со свастикой. Государство спонсирует «Z»-флешмобы в социальных сетях, букву наносят на предметы одежды, здания, автотранспорт. На выступающих против использования «Z» в России заводят уголовные дела. К началу 2023 года символы «Z» и «V» стали терять популярность и в основном используются лишь наиболее радикальными сторонниками войны, а в конце года родственницы мобилизованных использовали символы в флешмобе с призывом вернуть домой своих мужей и родственников, воюющих в Украине.
Буква «Z» используется для замены кириллической буквы «З». Данный символ не только транслируется сам по себе, но и часто сопровождается дополнительным аспектом, например, лозунгом «Zа победу, Zа наших». Предполагается, что при использовании в таком лозунге буква «Z» придаёт своему смыслу патриотическое значение. «Z» ставит задачу вызвать чувства патриотизма, преданности и долга, а также разделять «своих» и «чужих». «Z» часто окрашивают в цвета георгиевской ленты. В языке российской оппозиции этот буквенный символ имеет ярко выраженный негативный оттенок. Z сам по себе рассматривается как лингвистическая единица, слово, за которым стоит конкретное значение («Z-музыка», «Z-идеология», «Z-эстетика», «Z-певцы» и прочее).
Публичное изображение знака «Z» с целью поддержки действий российской армии запрещено в Эстонии, Украине, Молдавии, Литве, Латвии и ряде земель Германии.

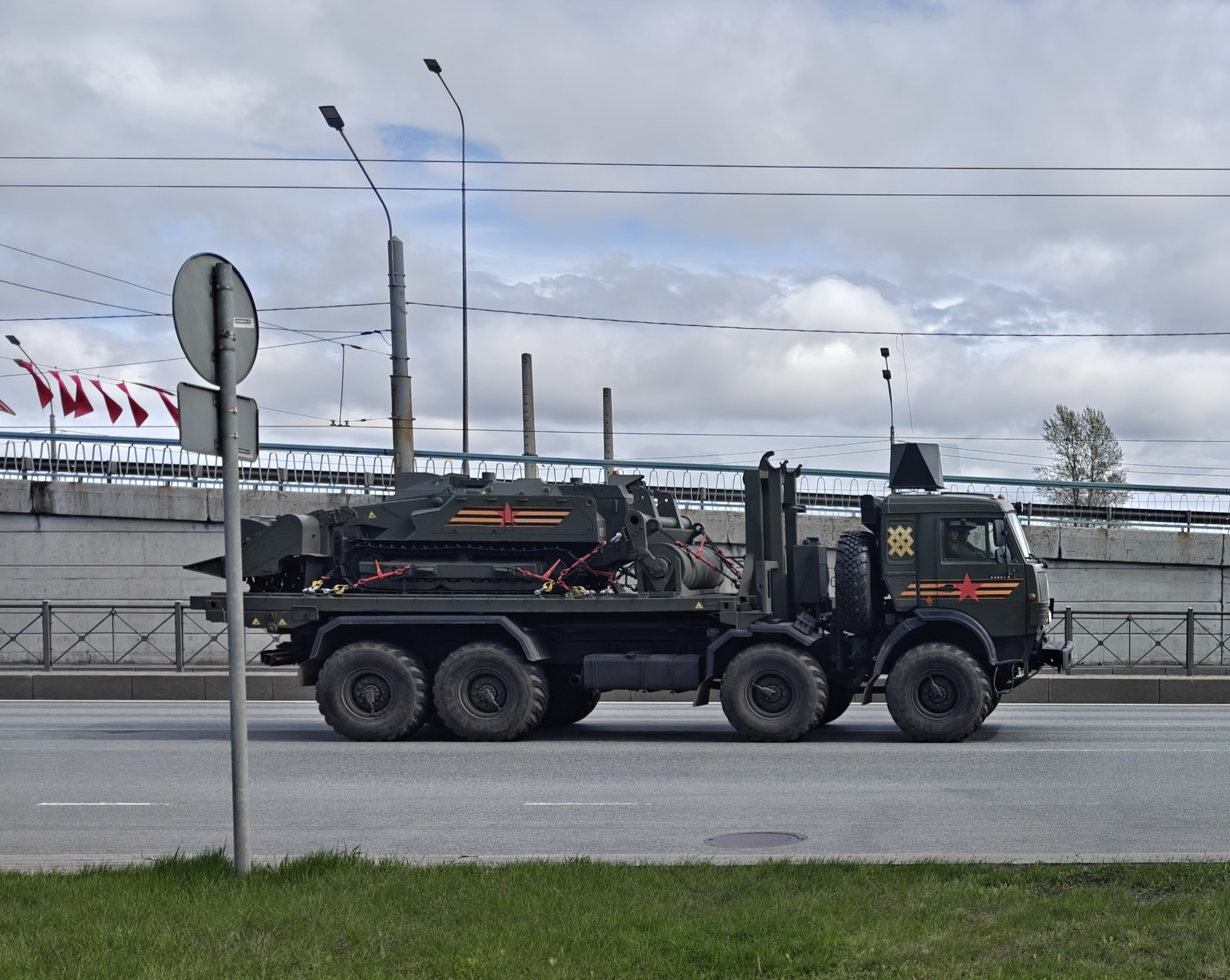
Парадная военная техника с георгиевской лентой и руной гунгнира в Санкт-Петербурге

С 2024 года на военную технику группировки «Север» Вооруженных сил России стали наносить «руну гунгнира».

## Возникновение

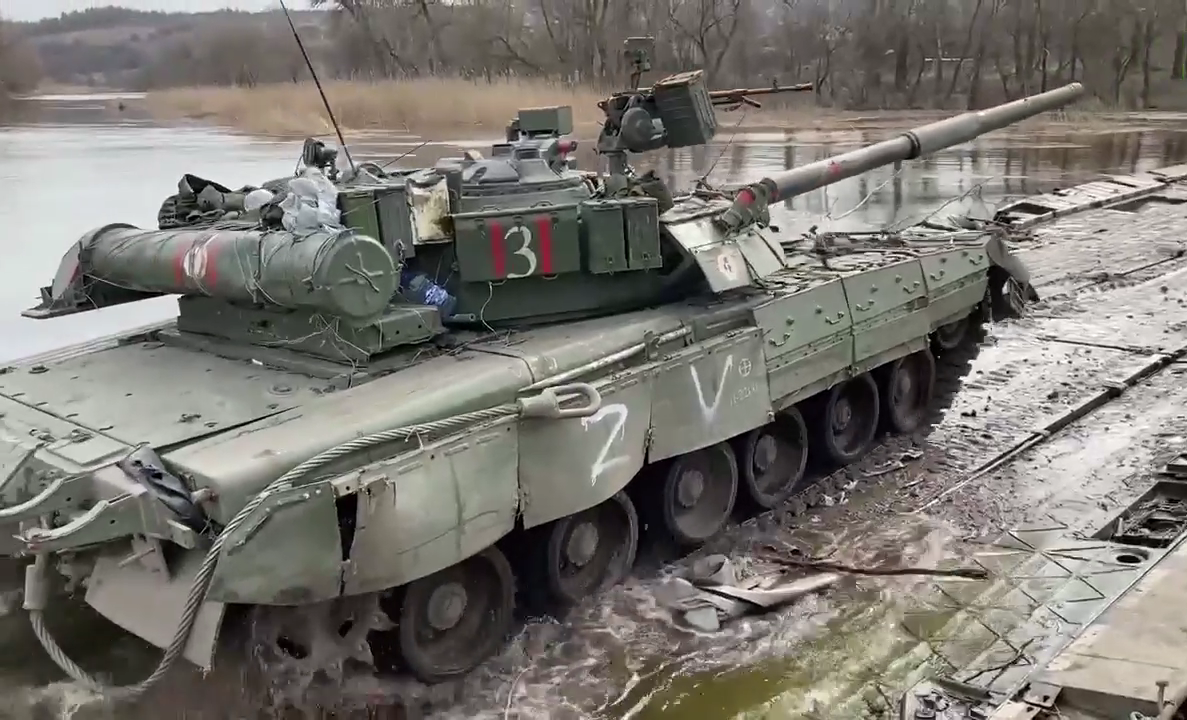
Российский танк с символами «Z» и «V»

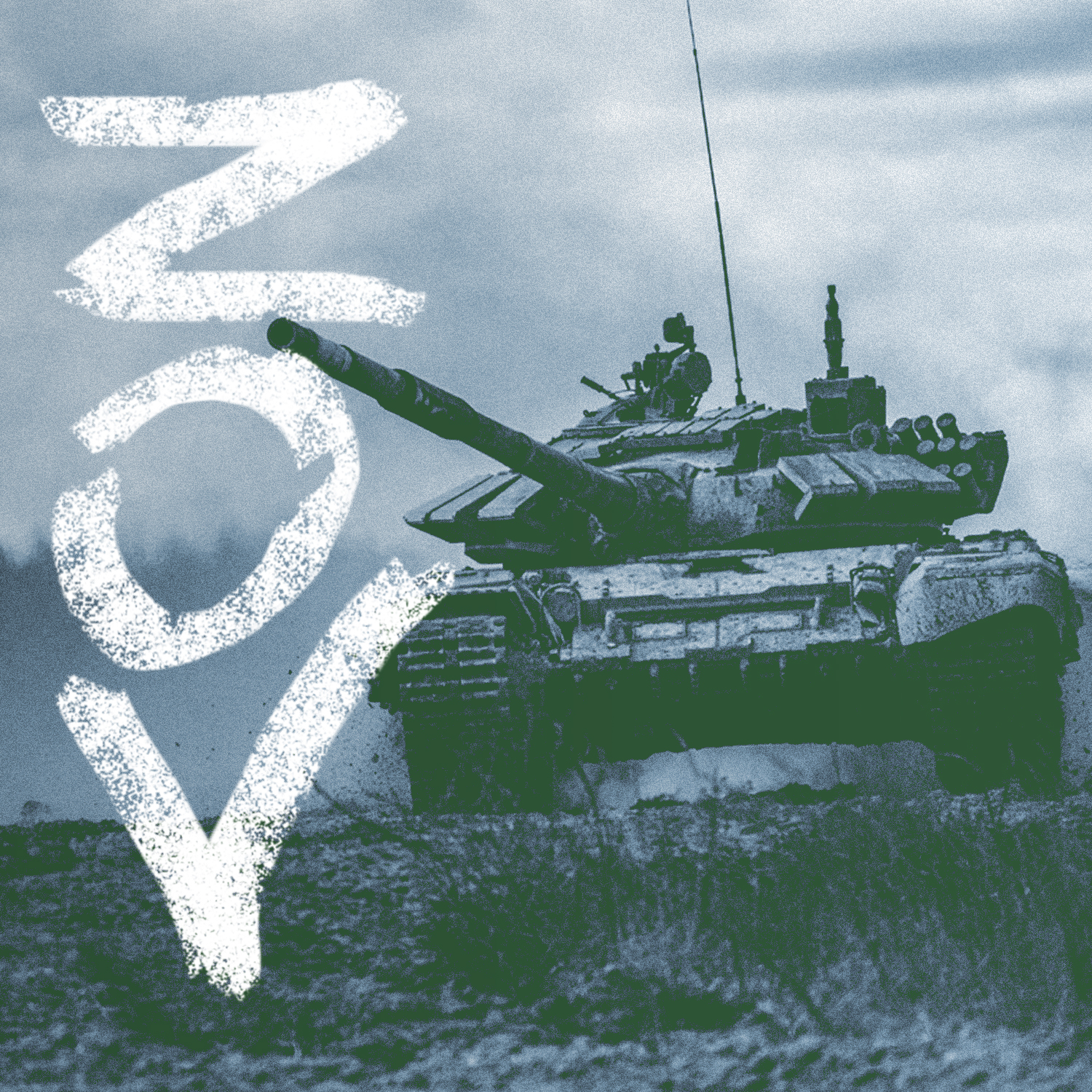
Агитационный плакат с сайта Минобороны России

Начиная с января 2022 года в СМИ стали появляться сообщения о массовом скоплении российской военной техники рядом с российско-украинской границей. 19 февраля, за пять дней до начала полномасштабного вторжения, появились первые сообщения о нанесённых вручную на танки и военные машины символах «Z», иногда внутри треугольника или квадрата. Чаще всего «Z» рисовали белой краской широкими мазками на гаубицах, танках и грузовиках. Впоследствии были замечены и другие аналогичные латинские буквы — «V», «O», «X», «A». Зачастую символы на военной технике обрамляли квадратами, треугольниками и другими фигурами. Судя по видео из открытых источников, именно маркированные «Z» части первыми пересекли границу с Украиной.
Спустя несколько дней после начала войны латинские буквы «Z» и «V» начали воспринимать как официальную символику вторжения. При этом их значение оставалось неизвестным — исследователь Bellingcat Арик Толер, следивший за российско-украинской войной с 2014 года, заявил, что никогда прежде не встречал эту символику. Отдельные эксперты предположили, что выбор знаков был ситуативным и больше связан с простотой рисунка.

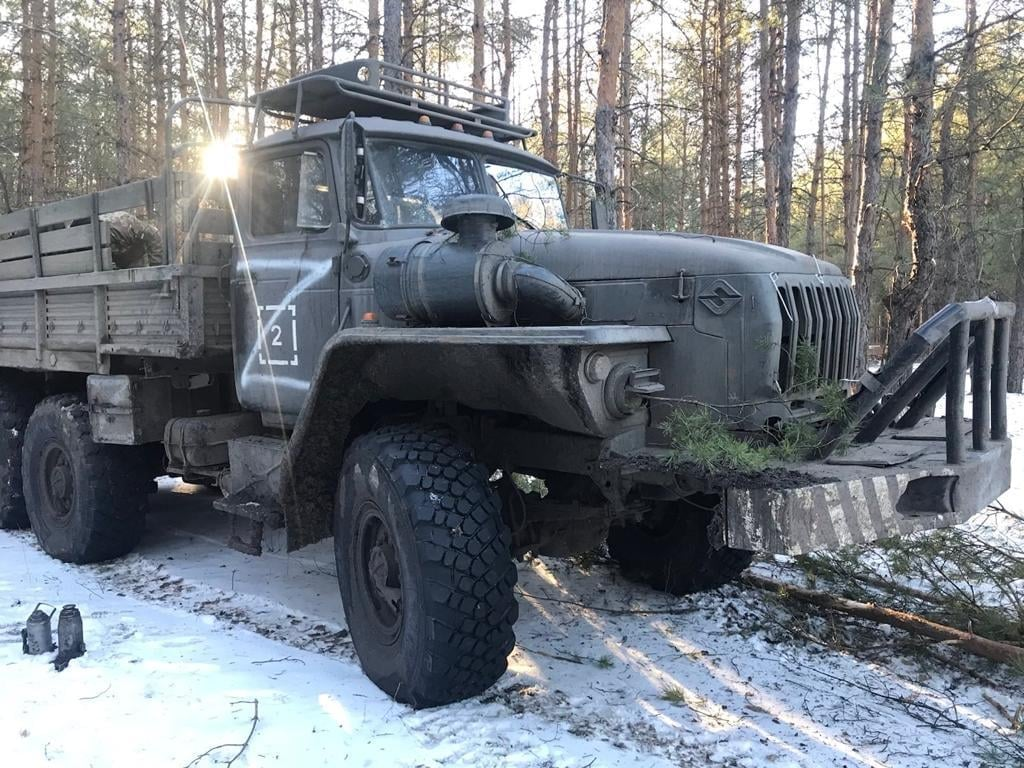
Российский грузовик c «Z», захваченный украинскими бойцами

Появление незнакомых символов маркировки вызвало широкий общественный резонанс. Власти не предоставляли официальную трактовку, поэтому эксперты и интернет-пользователи пытались самостоятельно расшифровать их значение. Так, были выдвинуты предположения, что «Z» может означать и «Операцию Z», «день Z», «Zapad» (Запад), «Za Zеленским», «отряд Зорро», а также «2» или 22 февраля 2022 года — день, когда Россия ратифицировала Договоры о дружбе, сотрудничестве и взаимной помощи России с ДНР и ЛНР. По мнению американского историка Рональда Суни, «Z» расшифровывается как «За» [войну].

Многие эксперты пришли к выводу, что знаки наносятся для избежания дружественного огня, подобно полосам вторжения, использовавшимся при высадке в Нормандии во время Второй мировой войны. Обе стороны конфликта используют похожую военную технику, а российский основной боевой танк Т-72 в прицелах дальнего действия внешне похож на украинский Т-80. Поэтому маркировка военной техники помогает уменьшить потери от «огня по своим» при использовании боевых вертолётов, артиллерии, ракетных установок и миномётов. При этом боевые самолёты, такие как Су-25 и Су-34, летают слишком быстро, чтобы пилоты могли распознать маркировку.

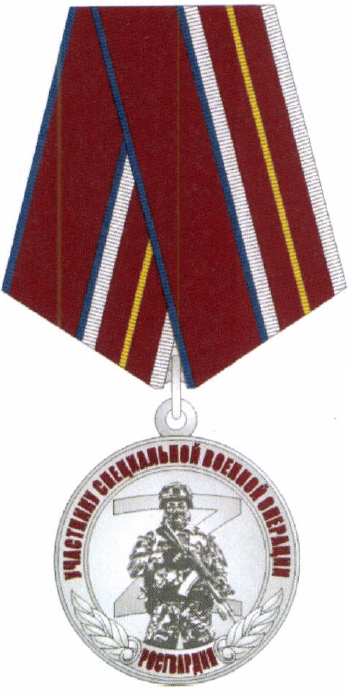
Памятная медаль «Участнику специальной военной операции»

Другие военные эксперты указывали на то, что размер изображений слишком мал, чтобы их можно было увидеть с расстояния. По их мнению, латинские буквы использовали для обозначения местоположения — изначального размещения или направления движения. По мнению военного аналитика Майкла Кларка, об этом свидетельствует тот факт, что символы часто размещают в геометрические фигуры (кружок, треугольник, квадрат). Основатель Conflict Intelligence Team Руслан Левиев отметил, что символы складываются в аббревиатуру ZVO или «Техника Западного военного округа». Также выдвигалось предположение, что «Z» может обозначать Западный военный округ, «V» — Восточный военный округ, а треугольник — Южный военный округ. Альтернативной трактовкой, популярной в социальных сетях, стало разъяснение, что «Z» обозначает «восточные силы РФ», «Z» в квадрате — войска из Крыма, «O» — войска из Белоруссии, «V» — морскую пехоту, «X» — отряды из Чечни, «А» — спецназ. Однако подтверждений этой версии не нашлось. Например, технику отрядов из Чечни часто обозначали «V».
3 марта Минобороны России опубликовало в своём Instagram-аккаунте несколько постов, в которых «Z» трактовалась как «Zа победу», «Zа мир», «Zа наших», а другая популярная буква «V» — как «Сила V правде» и «Задача будет выполнена». Позже на официальной странице МО РФ во «ВКонтакте» выкладывались новые варианты значений данных букв, например, «Zа детей Донбасса», «Zакат нацизма», «Когда Россия поZVала», «Zа правду», «ОтVага» и другие. 19 мая Минобороны РФ заявило, что латинские буквы «V» и «Z» не являются официальными воинскими символами и «не несут специальной нагрузки». 26 мая Росгвардия учредила памятную медаль «Участнику специальной военной операции». На лицевой стороне медали изображён военнослужащий с автоматом на фоне ленты, сложенной в виде буквы Z. На оборотной — эмблема Росгвардии в виде двуглавого орла.
Войска, которые шли на Киев вдоль западного (правого) берега Днепра, имели тактический знак V. Войска, наступавшие на черниговском и сумском направлениях — знак О (или Ø). Войска на остальном протяжении фронта от Харькова до Крыма — знак Ζ.
После вывода войск РФ с севера Украины опознавательные символы, вероятно, потеряли своё первоначальное утилитарное значение. Поэтому после этих событий на востоке встречалась техника с вышеприведенными символами без какой-либо очевидной закономерности, а иногда и с несколькими символами одновременно.
В конце августа — начале сентября 2022 года начали появляться новые символы: круг, вписанный в треугольник и латинская Y в квадрате.

Варианты тактических символов
На технике ЧВК «Вагнер» во время мятежа
Группировки «Центр»

## Символика «рашизма»
Многие исследователи охарактеризовали «Z» как символ нового тоталитаризма, национализма и воинственности. По мнению экспертов, российская власть использует «Z» для построения национальной идентичности, с потерей которой столкнулись многие россияне после распада СССР. Как считает профессор университета Джорджа Вашингтона Генри Хейл, использование символов придаёт эмоциональность определённому нарративу, который российские власти хотят донести до людей. В данном случае «Z» должен пробуждать чувство патриотизма, преданности и долга по отношению к военной операции, а также разделять «своих» и «чужих». Поэтому «Z» часто окрашивают в цвета георгиевской ленты — одного из главных символов современного российского национализма. Это должно приравнивать действия современной российской армии к победам Красной армии. Согласно специалисту по внутренней и внешней политике России Марии Снеговой, оранжево-чёрная буква «Z» создаёт связь между вторжением и празднованием победы во Второй мировой войне, а также поддерживает национальную идею России как «исторического победителя». Советский историк Алексей Новиков даже приравнял «Z» к понятию «народ»:

На самом деле «Z» не латинская, а имеет древнегреческое обозначение. И с 10-11 века используется у нас. «Z» — это «земля». Она так и называлась. Это имело обозначение «земля», «плоть», «общность». Ещё подразумевалось значение «народ». Тогда данные аббревиатуры имели разные сакральные, общные названия, и трактовалась данная буква «Z» от Киевской Руси до Новгородской, до Владимирской. Огромное количество исторических источников на это указывает.

Символ поддержки вторжения России на Украину
Эмблема 4-й полицейской моторизованной дивизии СС
Эмблема 133-й фестунгс-дивизии Вермахта

«Z» часто сравнивают со свастикой. Кроме того, символ Z напоминает рунический знак Ƶ — «Вольфсангель» («волчий крюк»), — который являлся тактическим знаком нескольких дивизий СС и Вермахта — в частности, 4-й полицейской моторизованной дивизии, воевавшей под Псковом и Ленинградом, и 133-й фестунгс-дивизии Вермахта. В 1942 году рядом с концлагерем Заксенхаузен была построена «Станция Z», где совершали массовые убийства. По мнению Маши Гессен, графически буква «Z» явно ближе к свастике, чем к любому выдающемуся советскому символу, такому как «красная звезда», «серп и молот» или «красный флаг».

Фашизм в самом первичном смысле — это связывание общества воедино, политика скреп, принцип соборности. «Соборность» вообще может быть адекватным переводом термина «фашизм». Но 24 февраля [георгиевскую] ленту перерезало острым знаком «Z». Он принёс не мир, но меч и знаменовал радикальный разрыв с прошлым. Собственно, это является главным смыслом войны в Украине — это радикальный жест отрицания, выпадения России из потока истории и логики международных отношений, акт разрушения конвенций. Именно этого давно добивался Кремль — отмены правил и коренного пересмотра миропорядка, который он считал несправедливым для России. Для этой цели была предпринята беспрецедентная наземная военная операция, по своему масштабу невиданная со времен Второй мировой, и символом её стал знак, знаменующий разрыв с традицией, даже с самим русским алфавитом. И не случайно «Z» — последняя буква латинского алфавита, за которой следует пустота, конец.— Политолог Сергей Медведев
Отдельные исследователи указывают и на то, что кампания по продвижению буквы «Z» в качестве идеологического символа была поспешной и непродуманной, а отсутствие ясного значения символа вызывало у россиян недоумение. Скорее всего, необдуманность объясняется тем, что решение о вторжении на Украину было до последнего момента скрыто от чиновников, поэтому времени закрепления смысла за латинской буквой не оставалось. Одновременно исследователи отмечают отсутствие идеологической наполненности у символа, а также его чужеродность для российского общества — латинской буквы «Z» нет в кириллице. Медиааналитик Василий Гатов называет её «государственным мемом». Политолог Андрей Колесников из Карнеги Центра считает, что повсеместное использование символа указывает на новые категории «нормальности» — язык ненависти и дегуманизации, поощряющий военные действия.

Символ Z гораздо проще, за ним не стоит никакой определённой мифологемы. Он указывает на связь двух вещей — насилия и солидарности: «Мы все, которые рисуют знак Z, солидарны с властями и с той страной, которая осуществляет насилие, и с теми людьми, которые поддерживают это насилие». Это похоже на свастику в том смысле, что это знак агрессии.— Литературовед Илья Кукулин

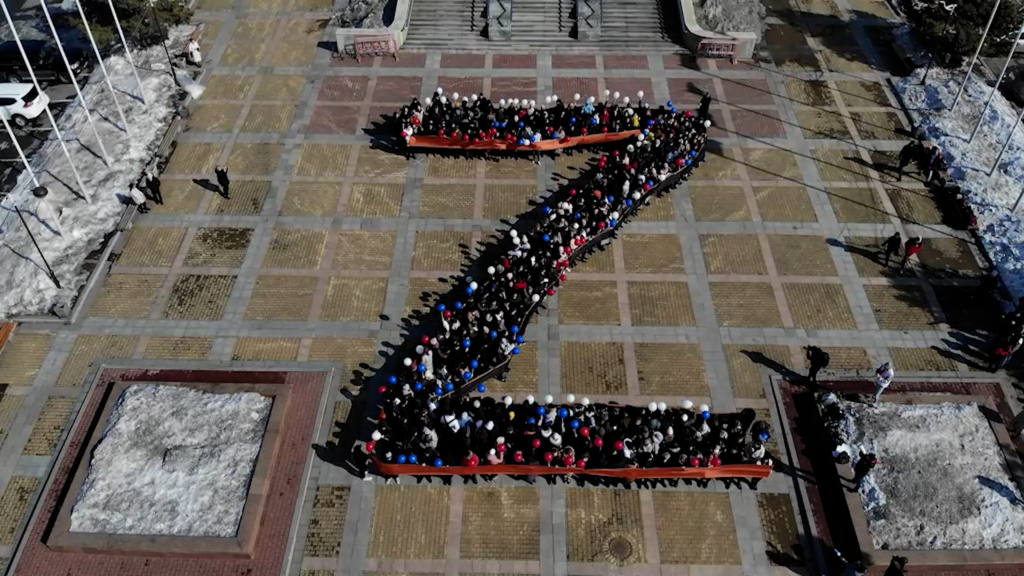
Флешмоб «Своих не бросаем» возле комплекса «Платинум Арена» в Хабаровске, 11 марта 2022
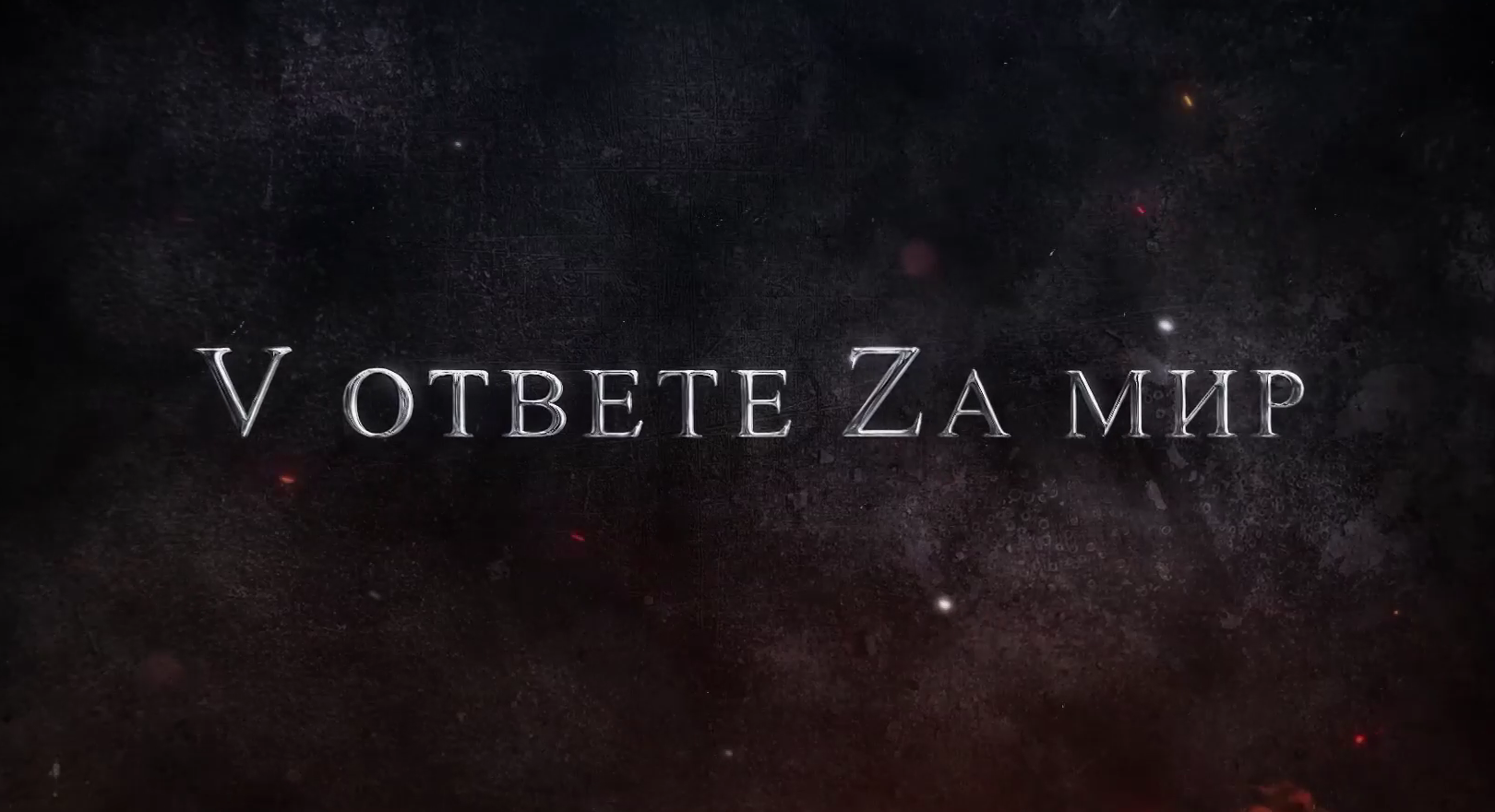
Пример заставки из роликов Минобороны РФ
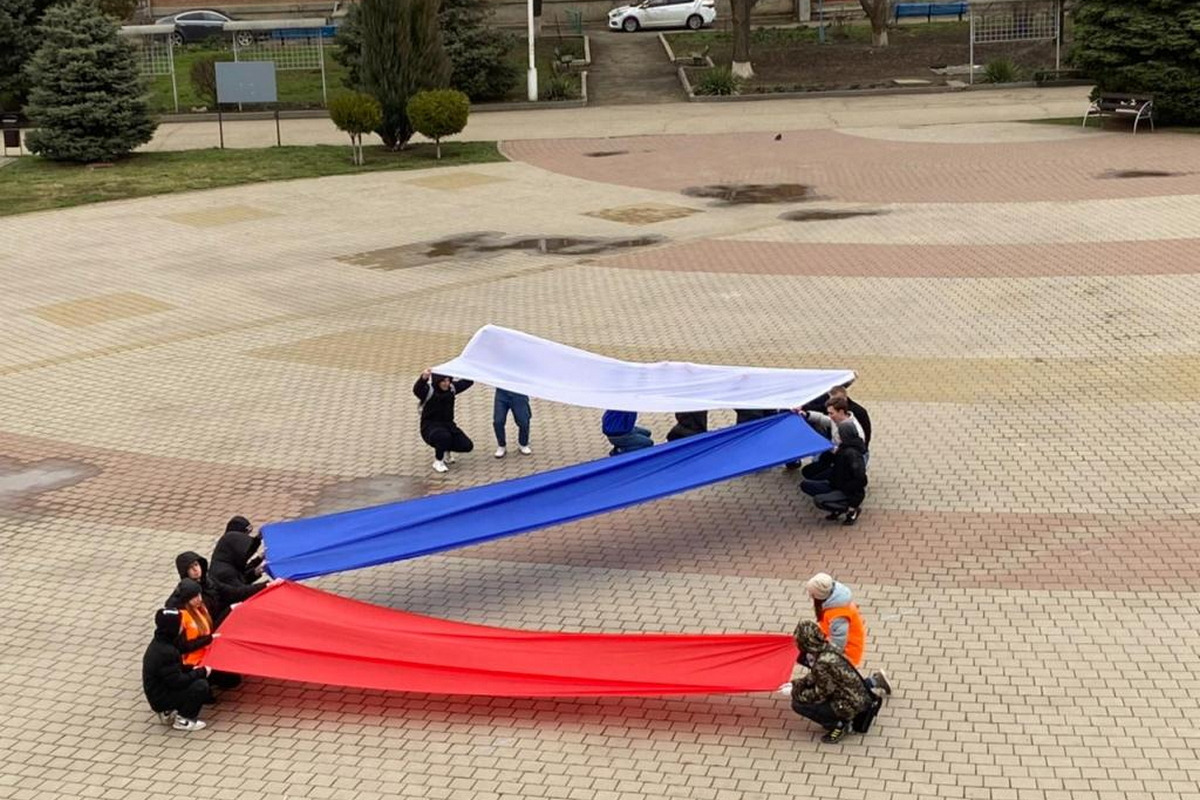
Флешмоб с использованием «Z» в Краснодаре, 23 марта 2022
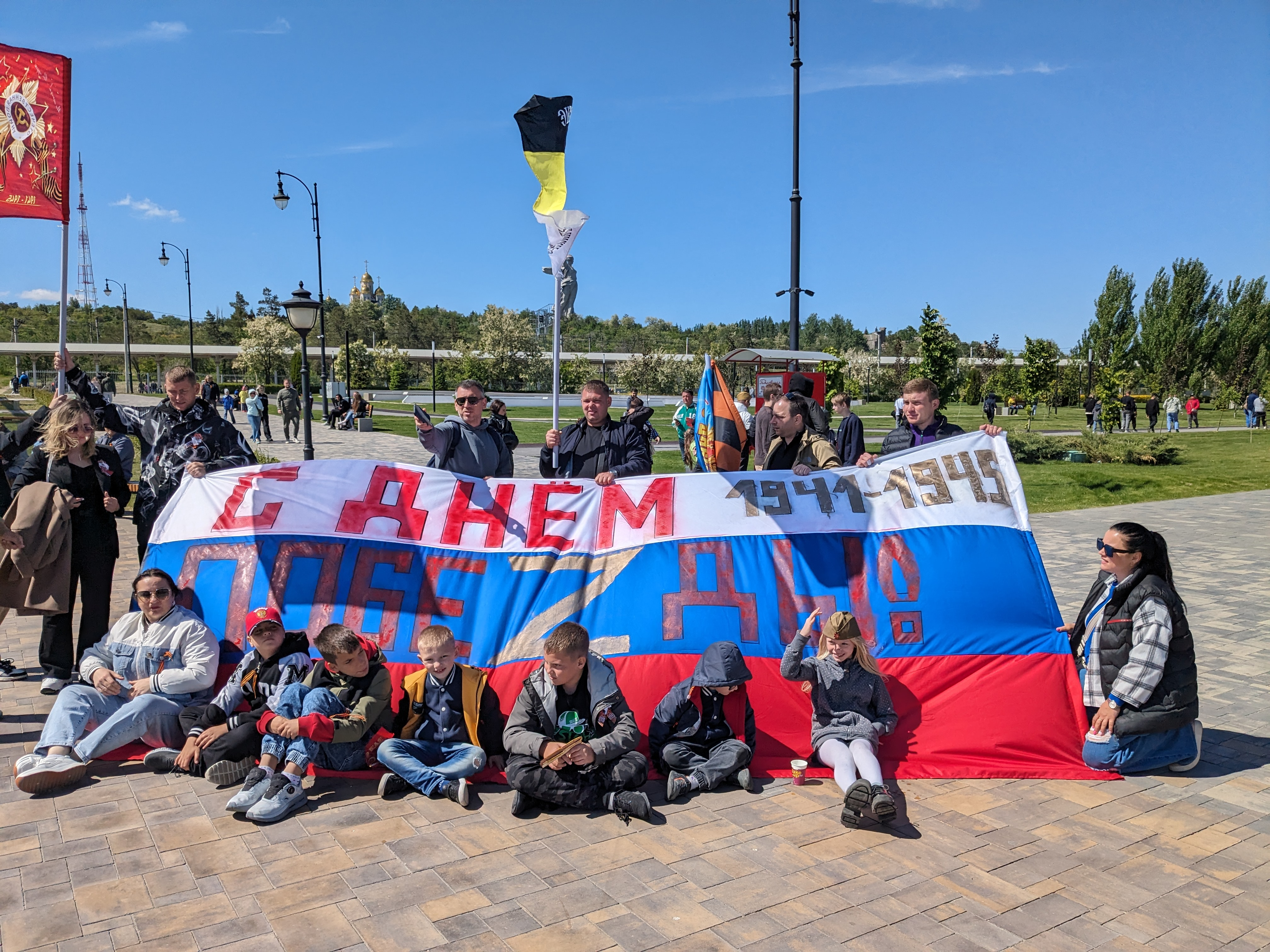
Баннер «С Днём Победы» с использованием «Z» в Волгограде, 9 мая 2024

## Использование в России

### Информационное пространство

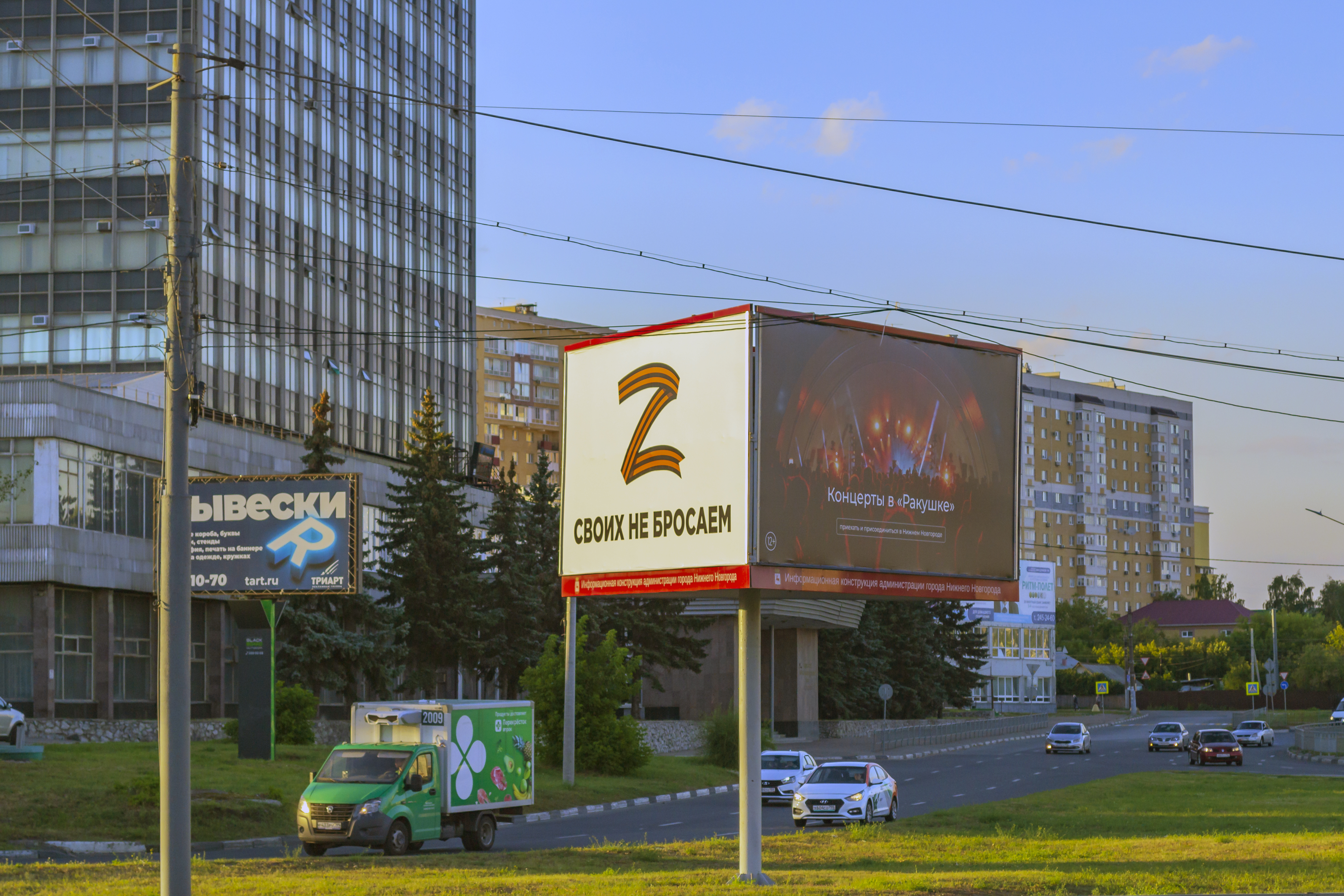
Биллборд с надписью «Z. Своих не бросаем» в Нижнем Новгороде на Комсомольской площади возле НПП «Полёт»

Логотип Единого дня голосования 2023 года

Первый онлайн-флешмоб среди пользователей социальных сетей прошёл накануне вторжения, 20-21 февраля, среди пользователей про-сепаратистских Telegram-каналов. Согласно изданию Meduza, идея этой акции могла принадлежать связанному с Евгением Пригожиным политтехнологу Игорю Мангушеву. Согласно Мангушеву, впоследствии идею о повсеместном использовании символа позаимствовали в причастных к «госпропаганде» структурах. Другие источники Meduza считают, что популяризацией «Z» может заниматься пиар-блок Министерства обороны во главе с советником министра Сергея Шойгу Андреем Ильницким.
Спустя несколько дней после начала войны власти начали активно спонсировать повсеместное использование «Z», чтобы создать видимость массовой поддержки военной операции среди населения. Согласно изданию Republic, начиная с первых чисел марта некоммерческая организация (АНО) «Диалог регионы» рассылала региональным партнёрским организациям инструкции «по реализации серии интеграций знака „Z“ в онлайн-активности». «Диалог регионы» является дочерней структурой АНО «Диалог», известной продвижением государственной идеологической повестки в интернете. В декабре 2021 года АНО «Диалог» и АНО «Диалог регионы» возглавил Владимир Табак, известный тем, что продюсировал календарь в поддержку Путина, для которого снялись обнажённые студентки МГУ.

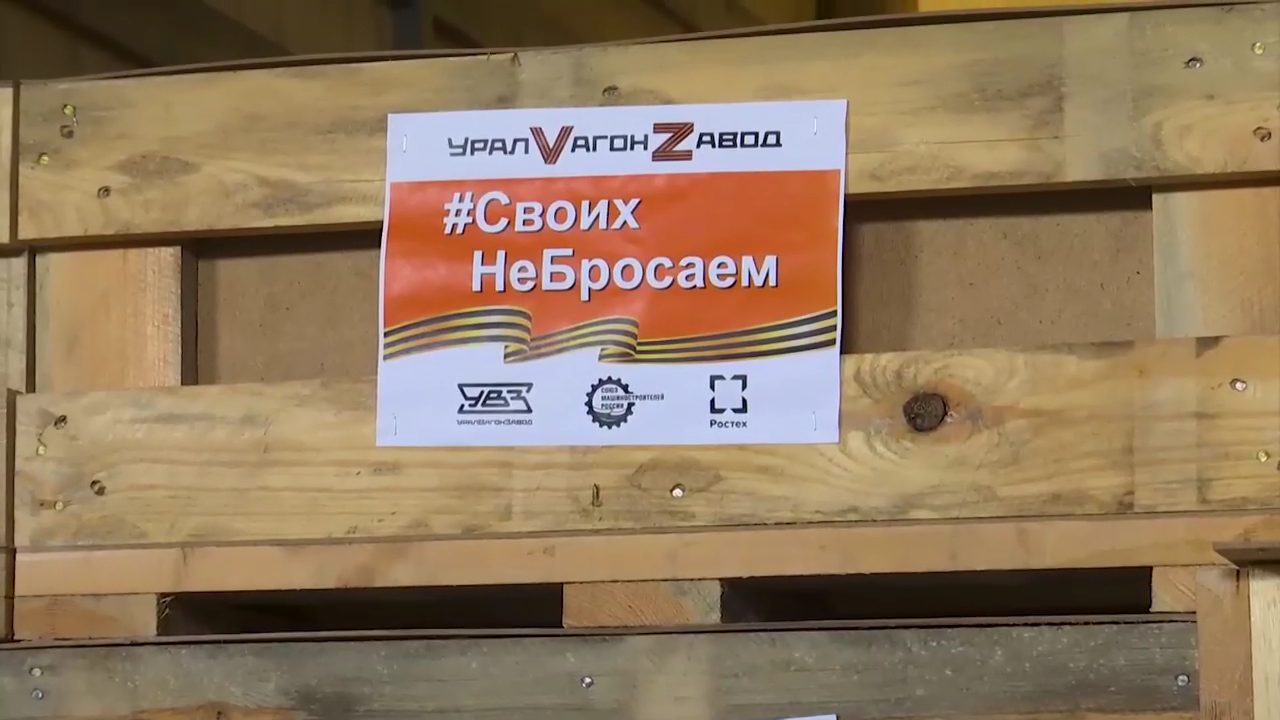
Использование символов Уралвагонзаводом на этикетке ящика с гуманитарной помощью

Согласно предоставленной инструкции, на выбор региональным организациям предлагалось пять вариантов: выделить «Z» в фамилии или имени лидера общественного мнения или блогера, выделить «Z» в названии пабликов или добавить в конце названия (например, «Подслушано в ПенZе», «Типичный Саратов Z»), использовать знак «Z» на контенте, посвящённом военным действиям на Украине, на аватарах, а также на графических карточках. Помимо этого, локальные организации могли использовать хештеги #своихнебросаем, #zамир, #ZаПрезидента. «Диалог регионы» также предоставил инструкции по проведению публичных акций, таких как наклеивание стикеров «Z» на машины, проекции «Z» на здания, флешмоб автомобилистов. Вскоре во «ВКонтакте» было размещено более 19 тысяч публикаций с хэштегом «#zaмир», почти 12 тысяч публикаций — «#zaроссию» и около 11 тысяч — «#zанаших». При этом в некоторых случаях описания постов дословно повторяли друг друга. Одновременно с этим сотрудники бюджетных организаций массово записывали ролики о поддержке российских войск, эти видео размещали в проправительственных пабликах. Обычные пользователи показывали своё одобрение военных действий на Украине посредством добавления буквы «Z» в свои никнеймы или ставили её в качестве фотографии профиля. В TikTok был запущен флешмоб «Za Мир», в котором люди притворялись спящими с текстом «Zzz», а потом открывали глаза, пока буквы превращались в соответствующий слоган. Также стали распространяться мемы с буквой «Z».
Союз журналистов Калужской области учредил премию «Человек Z» для награждения не менее 50 силовиков, бизнесменов, политиков и журналистов, ставших «героями нашего времени». Бюджет проекта составил почти 1,5 млн рублей.

### Органы власти и политики

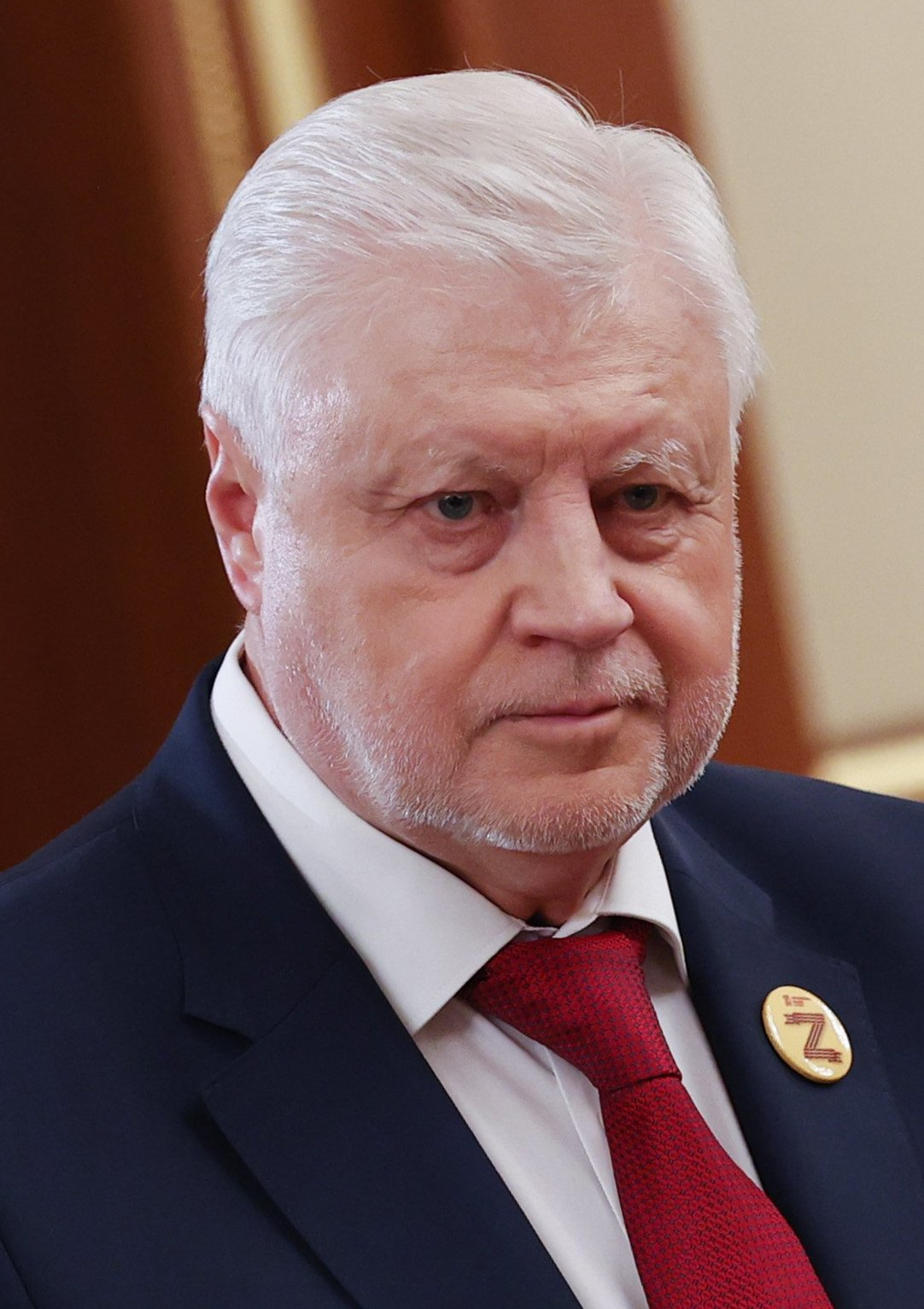
Лидер «Справедливой России» Сергей Миронов с Z-значком

Свои каналы в Telegram переименовали глава Республики Крым Сергей Аксёнов, губернатор Хабаровского края Михаил Дегтярёв, губернатор Пензенской области Олег Мельниченко, губернатор Севастополя Михаил Развожаев — они добавили в название букву «Z». Последний также использовал в своих постах хэштеги #ZaМир #ЗаПрезидента #СвоихНеБросаем #РусскаяВесна. Губернатор Псковской области Михаил Ведерников опубликовал пост с хэштегом #ZаМир в поддержку Валерия Гергиева, которого до этого уволили с поста главного дирижёра Мюнхенского филармонического оркестра. Гендиректор «Роскосмоса» Дмитрий Рогозин изменил название своего Telegram-канала на «РогоZин». Телеграм-канал радикального православного движения «Сорок Сороков» теперь называется «Zорок Zороков».

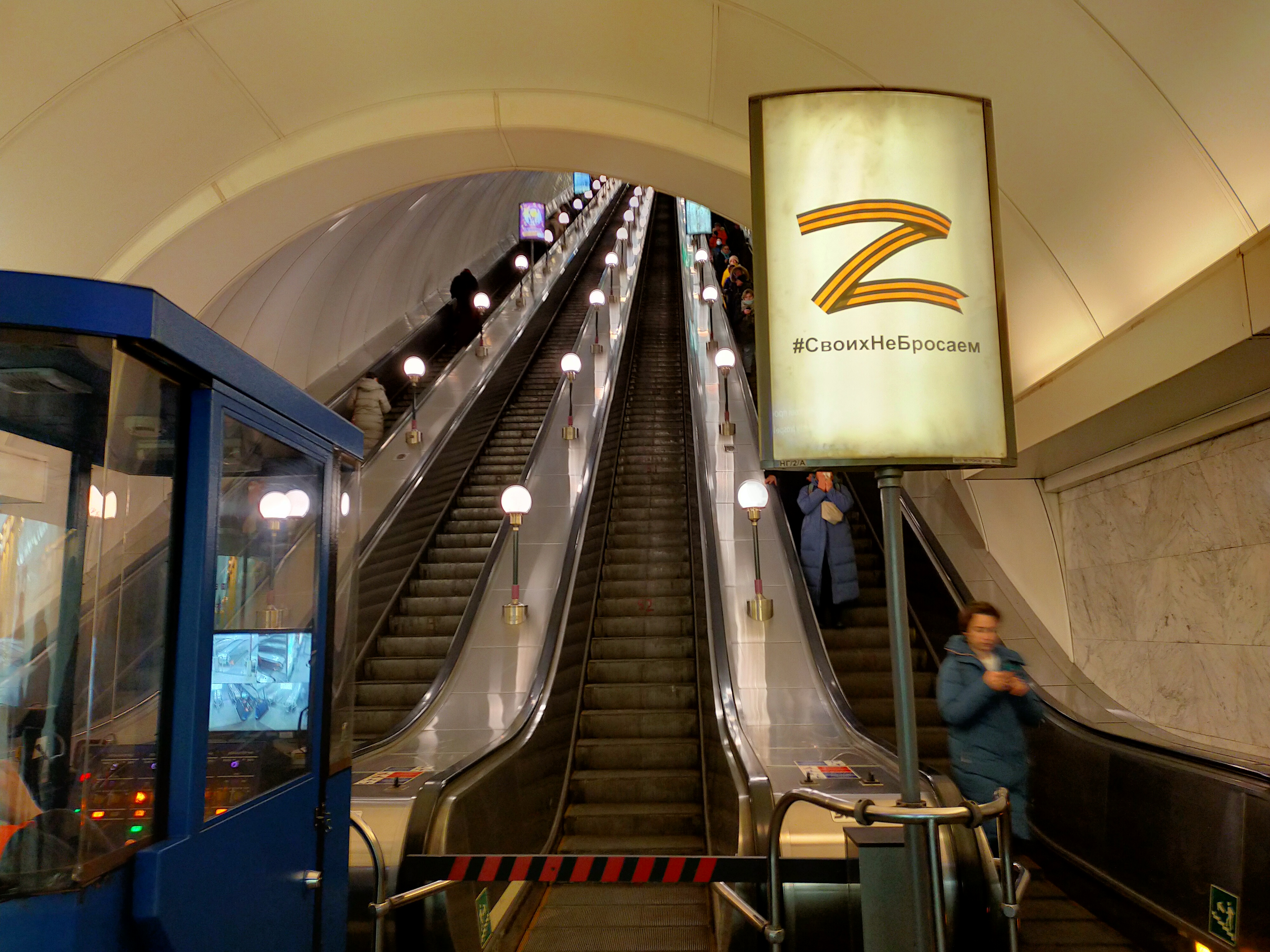
Метрополитен Санкт-Петербурга, станция «Международная». Декабрь 2022 года

3 марта буква «Z» впервые появилась в официальных аккаунтах государственных социальных сетях. Тогда Министерство обороны Российской Федерации опубликовало серию изображений, украшенных символами «Z» и «V». Символ «Z» использовался рядом с фразами «За победу» и «За мир», а также хештегом #СвоихНеБросаем. Впоследствии Министерство продолжило использовать букву символ в своих постах, например, во фразах: «Za пацаноV», «Zаканчиваем войны», «Zа детей Донбасса».

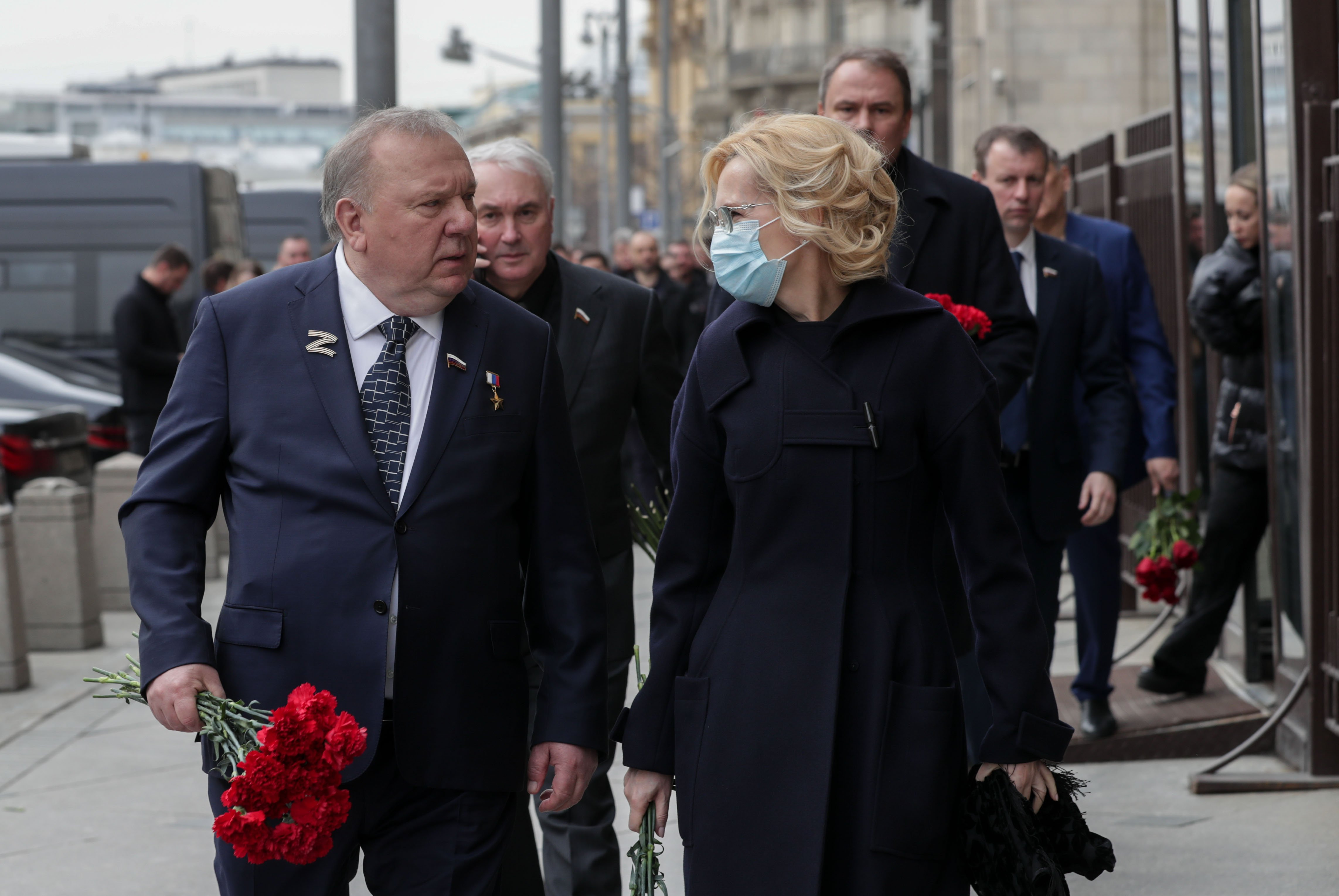
Депутат Госдумы Владимир Шаманов с Z на лацкане пиджака. 8 апреля 2022 года

2 марта глава Кемеровской области Сергей Цивилёв издал постановление, согласно которому в официальных документах регион должен значиться как КуZбасс. По словам Цивилёва, это часть акции по поддержке вторжения России на Украину. На портале правительства Забайкальского края отмечено, что регион теперь будет называться в официальных материалах Zабайкальем. Центризбирком также сменил официальный логотип на «Центральная иZбирательная комиссия». Законодательное собрание Нижегородской области стало использовать букву Z в написании своего названия на официальном сайте.
Депутаты Государственной думы, представляющие правящую партию «Единая Россия», публично демонстрировали милитаристскую символику прямо во время заседания Думы и в рабочих кабинетах. 9 марта глава Хакасии и представитель КПРФ Валентин Коновалов появился на публике с Z-значком на лацкане пиджака; такие же значки журналисты заметили на одежде республиканских чиновников, позже символ Z появился на здании Национального музея Хакасии.

### Школы и детские сады
Для выражения публичной демонстрации поддержки действий властей на Украине активно привлекают детей. Так, в марте сотрудников и пациентов казанского хосписа попросили выстроиться буквой «Z». Около 60 подопечных и сотрудников в левой руке держали листовки с флагами ЛНР, ДНР, России и Татарстана, а правую «сжимали в кулак». Подобные мероприятия были организованы во многих школах и детских садах по всей России. Детей выстраивали в букву «Z», а затем фотографии выкладывали в «ВКонтакте» с хэштегом #Zaмир. В флешмобе приняли участие образовательные учреждения Омской, Московской, Оренбургской, Саратовской, Новосибирской, Белгородской областей, а также Краснодарского края, Республики Тыва и других регионах. Также во многих российских школах был проведён флешмоб «Окна Z» по украшению окон символом и выставки работ.

### Вещи

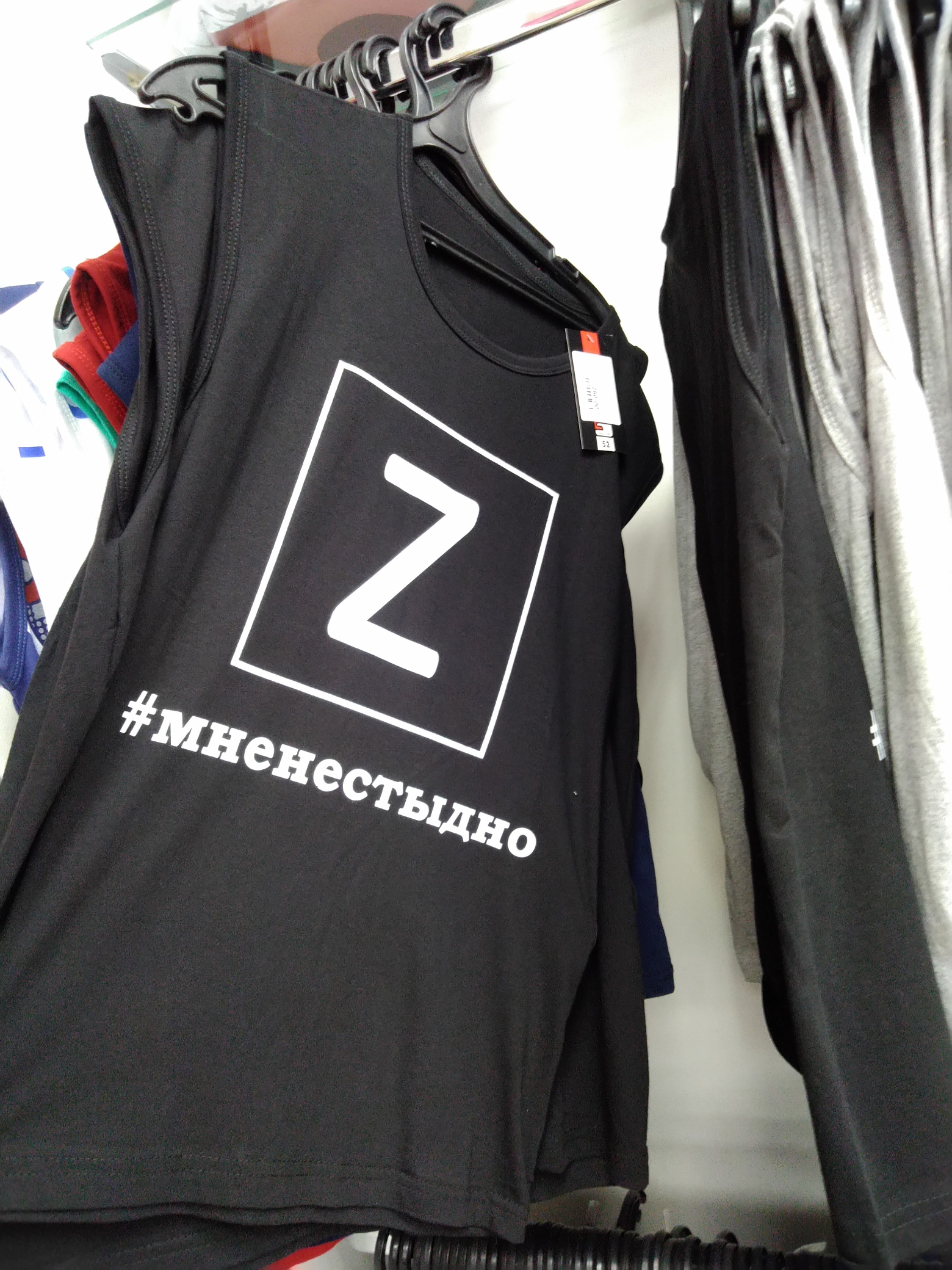
Символ «Z» на футболке

«Z» активно используют и в дизайне одежды. С начала марта телеканал Russia Today начал продавать мерч с символом и тегом «Za наших». Минобороны также начал оформлять футболки и сумки с буквой «Z». Вскоре производством вещей с провоенной символикой стали заниматься и отдельные частные фирмы. Чаще всего встречаются чёрные футболки с белой буквой «Z», но бывают и цвета хаки, георгиевской ленты, с хештегами «Своих не бросаем», «Мне не стыдно», «Мы вместе», «Сила в правде», «Vместе Za мир», «Прогнулось всё, но не моя страна». Также встречаются бейсболки, наклейки на авто, брелоки для ключей, пивные бокалы. Футболки с буквой «Z» и логотипом учреждения продаются и в сувенирном киоске Музея политической истории в Санкт-Петербурге.
Как минимум с мая 2022 года в Донецке производят водку под марками «Z» и «V», в этом же месяце водка Путинка подала заявку на патент торговых знаков с буквами Z и V, в случае одобрения на бутылках появятся надписи «Z своих не бросаем» и «Сила V правде».
В мае 2022 года начали выпускать транспортную карту Тройка с символом «V».

### Транспорт
Символ «Z» зачастую используют в оформлении автотранспорта. Например, по инициативе администрации города в Санкт-Петербурге «Z» разместили на окна маршруток и информационных табло на каждой станции метро. 1 марта глава ДНР Денис Пушилин призвал «поддержать солдат на передовой» и нанёс на свой автомобиль знак «Z». С начала марта символ можно встретить на муниципальных и частных маршрутах Новосибирска, Краснодара, Кирова, автобусах Ленинградской области и Подмосковья. 8 марта 2022 года на Куйбышевской железной дороге был издан оперативный приказ, обязавший всех начальников эксплуатационных депо разместить на локомотивах всех видов движения логотипы в виде букв «V» и «Z» на лобовых и боковых бортах.
Водители наклеивают и рисуют букву «Z» на машинах как частным образом, так и для участия в «патриотических автопробегах», прошедших по всей России и за рубежом, в том числе в Новочеркасске, Екатеринбурге, Волгограде, Геленджике и других городах. Только в Томской области в неделю с 7 по 13 марта прошло более 10 автопробегов. Буквы «Z» активно использовали и за рубежом, в том числе в Сербии и Германии.

Автомобили с «Z»
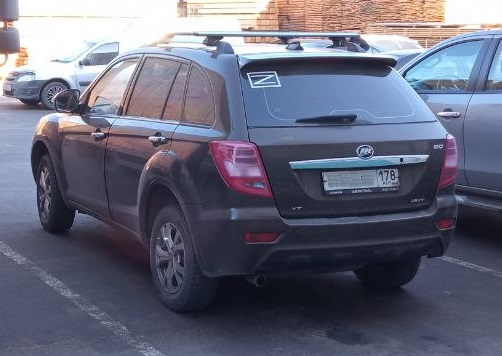
Санкт-Петербург, 12 марта 2022
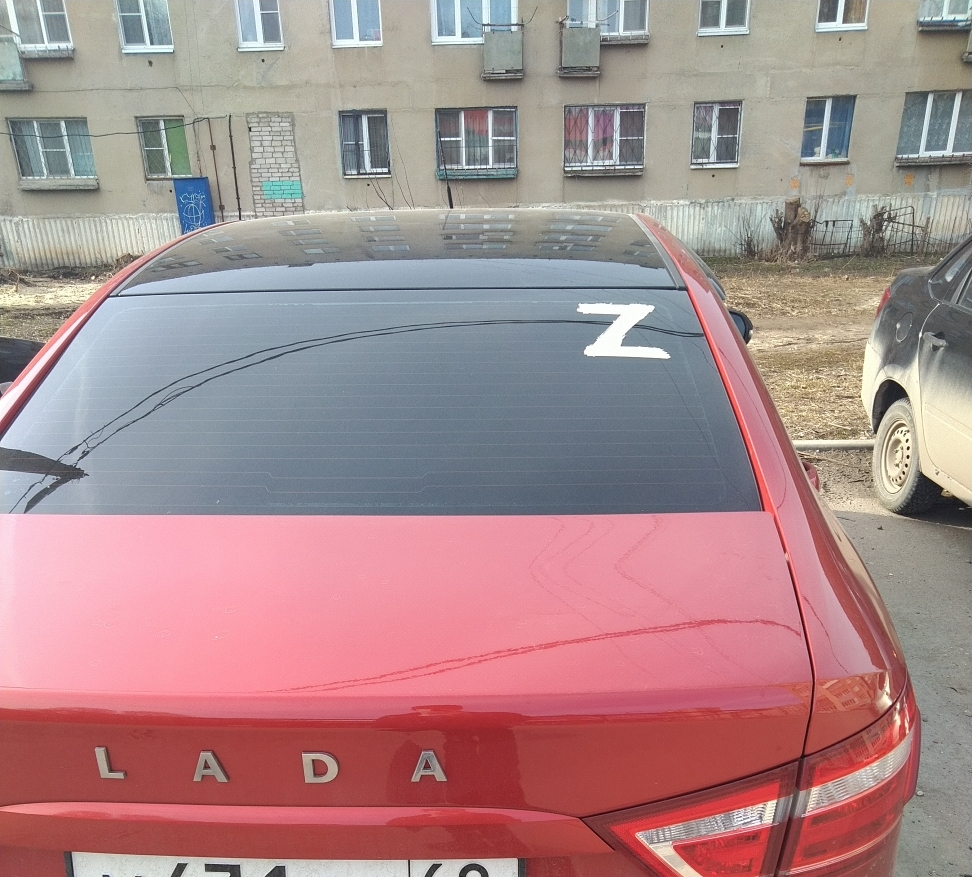
Рязань, 4 апреля 2022
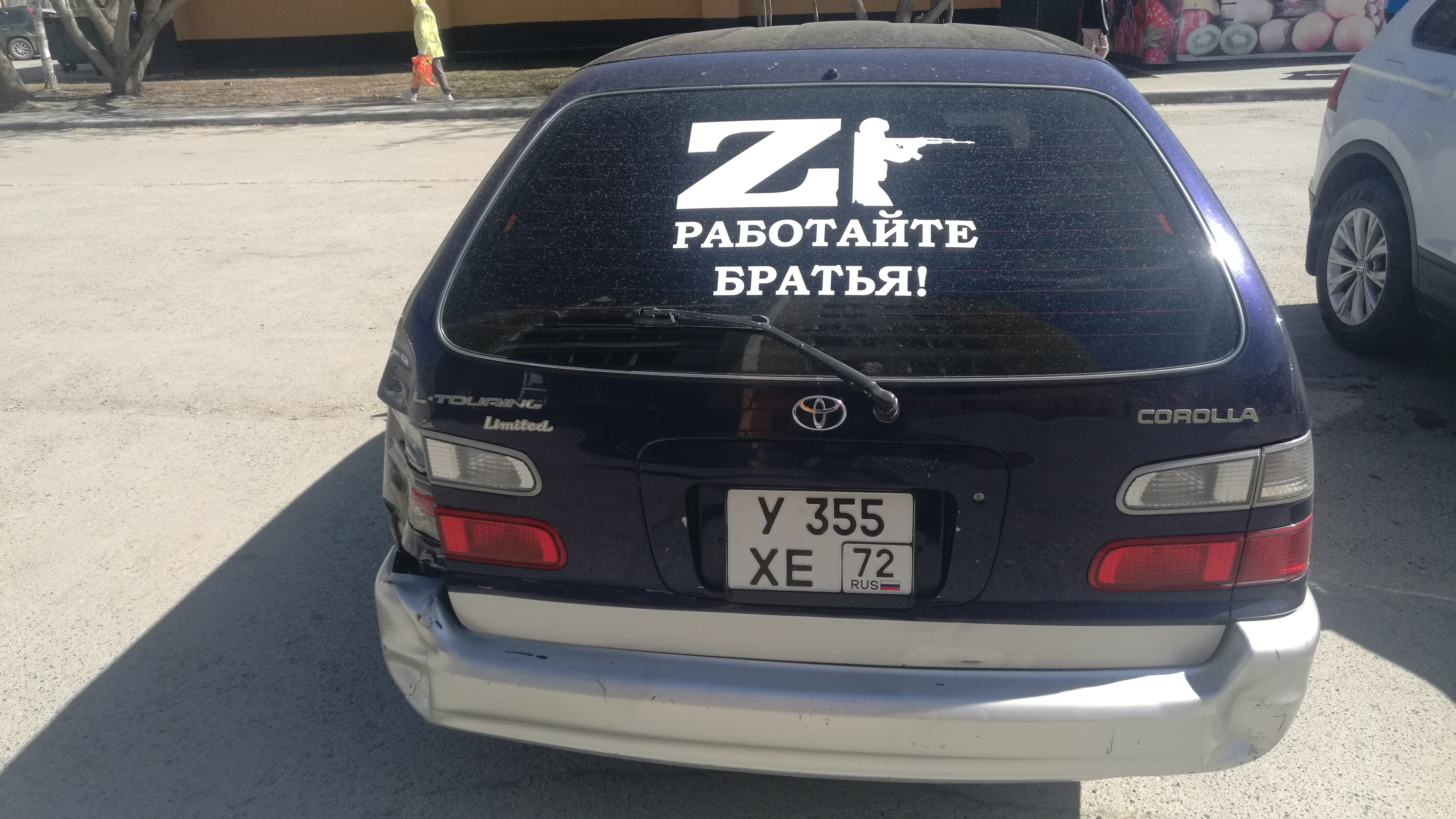
Тюмень, 29 апреля 2022
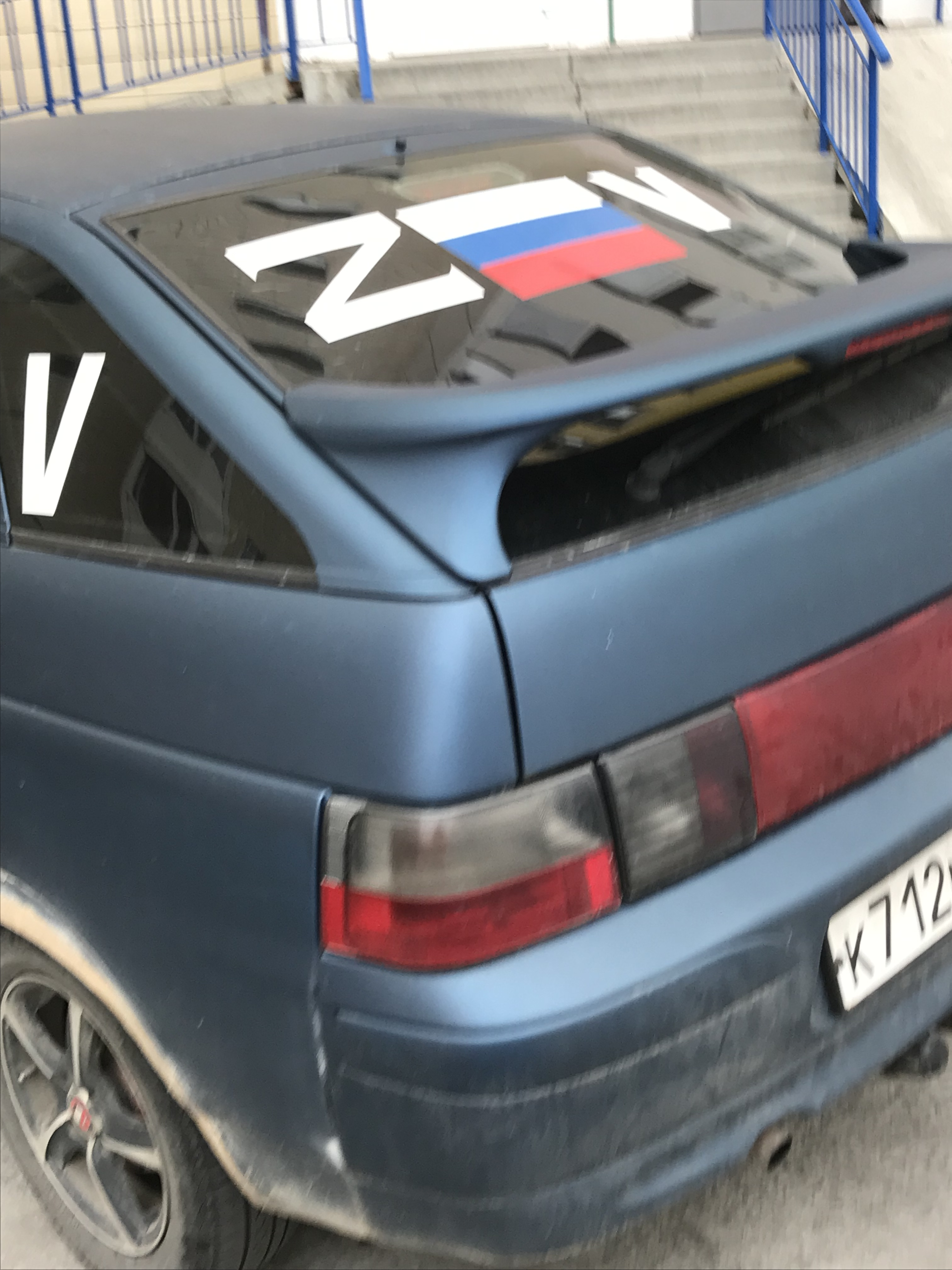
Ханты-Мансийский автономный округ, август 2022

### Спорт
Одним из самых знаменитых случаев публичной демонстрации буквы «Z» стала церемония награждения 20-летнего спортсмена Ивана Куляка на этапе Кубка мира по гимнастике в Дохе. Гимнаст вышел на пьедестал с наклеенной на форму буквой «Z», при этом рядом с ним стоял украинский золотой призёр Илья Ковтун. За это действие Фонд гимнастической этики дисквалифицировал Куляка на год, а Международная федерация гимнастики заявила, что возбудила дисциплинарное производство.
В конце апреля организаторы турнира Dota Pro Circuit по Dota 2 в Восточной Европе дисквалифицировали российскую киберспортивную команду Virtus.pro. Произошло это после того, как игрок Иван Москаленко нарисовал на игровой мини-карте знак, похожий на букву «Z».
В сентябре 2023 года перед игрой с ХК «Ак Барс» хоккеисты московского ЦСКА вышли на предматчевую раскатку в форме с буквой Z и элементами символа батальона «Эспаньола», сформированного из футбольных фанатов и воюющего на Украине.

### Здания
Одним из наиболее популярных способов выражения поддержки российской армии на Украине является размещение символа на фасадах зданий, а также флешмобы по зажжению света в форме «Z». Символ также используют на билбордах, как со слоганами (например, «Za Победу», «Za мир», «Болеем Za наших»), так и без (например, в цветах георгиевской ленты). Так, буква «Z» была вывешена на фасаде стадиона «Волгоград Арена» во время вечерней подсветки и на Белгородском государственном университете
В начале марта буква «Z» стала появляться на фасадах зданий органов государственной власти и других зданиях в различных регионах России. Например, Архангельского областного Собрания депутатов, здании администрации Пятигорска, Белгорода и на окнах мэрии Орска, зданиях законодательного собрания и правительства Новосибирской области, здании законодательного собрания Пермского края, здании правительства Забайкальского края в Чите, зданиях правительств Сахалинской области и Пензенской области.
Символ «Z» появился на Московском театре Табакова. Российский театральный режиссёр Никита Бетехтин вёл учёт театров, выразивших согласие с войной против Украины, и отмечал, что «мы пришли к тому, что государственные театры начинают использовать как рекламное место».

### Инсталляции

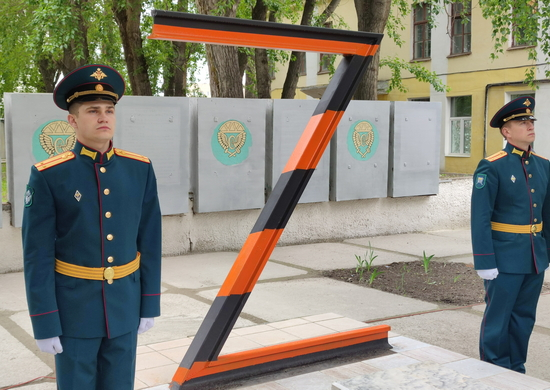
Инсталляция «Z» на территории 43-й отдельной железнодорожной бригады ЦВО в Екатеринбурге

Весной-летом 2022 года был возведён ряд инсталляций в форме буквы «Z». Так, на набережной Ростова собрали небольшой мемориал из металла, в центре которого изображена «Z», а в Екатеринбурге открыли памятник в виде символа на территории железнодорожного соединения ЦВО.

### Геоглифы
Геоглифы высажены:
- Около Белобере́жской пу́стыни под Брянском, размер 50×50 метров53°14′19″ с. ш. 34°35′07″ в. д.HGЯO[106].
- В Одинцовском округе Московской области около посёлка Матвейково, размер 100 на 100 метров55°39′56″ с. ш. 37°03′57″ в. д.HGЯO[107].
- В Кисловодске при въезде в город43°56′52″ с. ш. 42°45′25″ в. д.HGЯO[108].
- В окрестностях кузбасского села Зарубино Топкинского округа[109].
- Возле села Пименовка Кетовского округа Курганской области надпись длиной в 700 метров55°21′20″ с. ш. 64°54′02″ в. д.HGЯO[110].
- Возле посёлка Можайское Вологодской области[111].
- В Демидовском районе Смоленской области[112].

### Памятники и надгробия
Символы «Z» и «V» также используются при оформлении памятников, устанавливаемых в большом количестве с 2022 года в России и посвящённые «героям спецоперации».

### Протест
В ноябре 2023 года родственницы мобилизованных организовали флешмоб с призывом вернуть домой своих мужей и родственников, воюющих в Украине: они клеили на стёкла автомобилей стикеры с надписью «Vерните мужа! Я Zа#балась».

## Использование за пределами России
Использование символа запрещено в Германии, Казахстане, Кыргызстане, Латвии, Литве, Молдавии, Украине, Чехии и Эстонии.

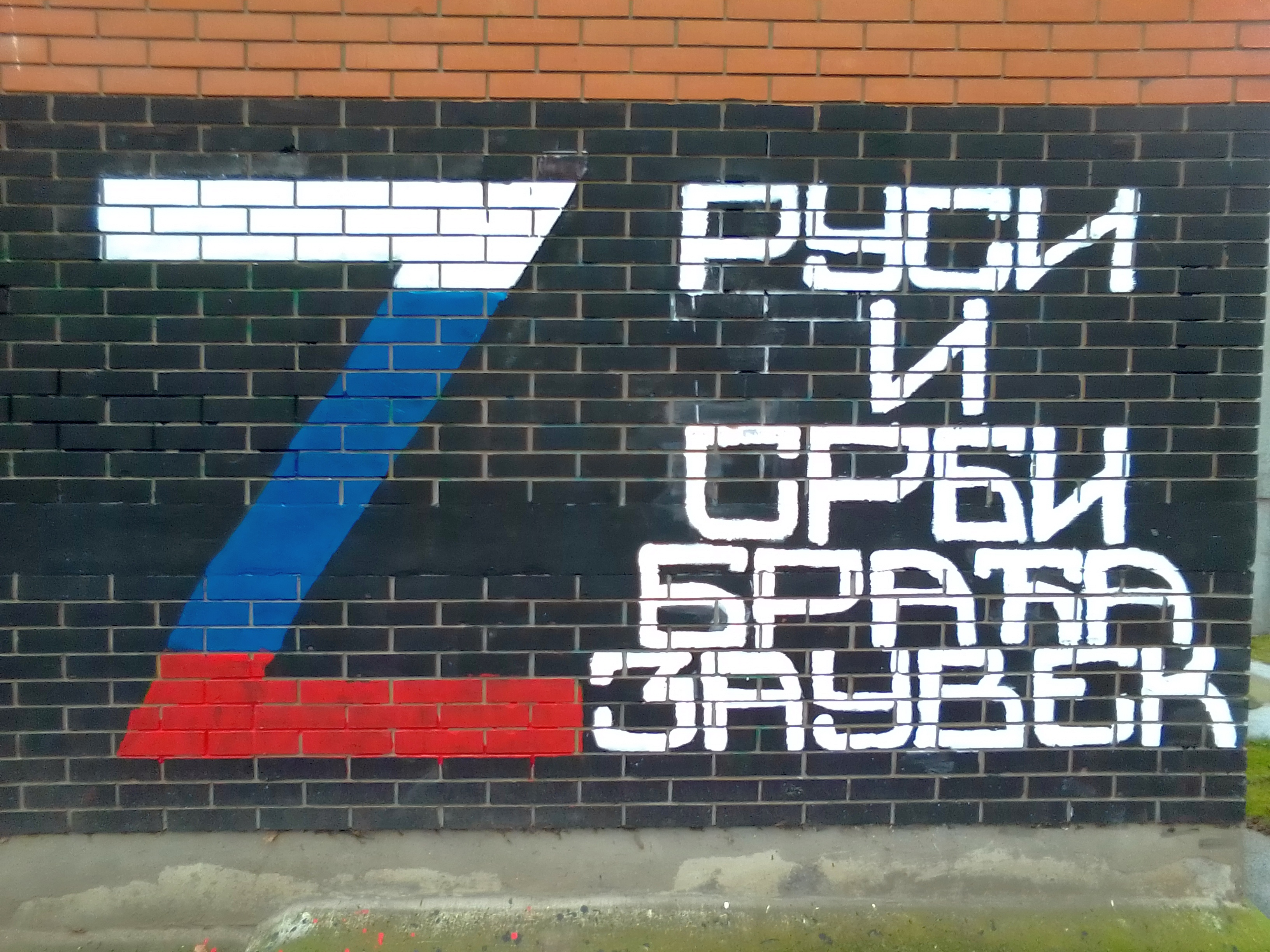
Фреска с символом «Z» в поддержку войны России против Украины с надписью «Русские и сербы — братья навеки», в Белграде, Сербия

Символ неофициально применяется в Армении:
- В начале марта главный редактор Russia Today Маргарита Симоньян разместила видео, на котором был виден монумент Мать-Армения в Ереване, у подножия которого красными огнями была написана буква «Z». В мэрии Еревана сообщили, что не имеют никакого отношения к акции, ничего о ней не знают и не давали разрешения на подобную акцию[125].
- В середине марта 2022 года ученики русской школы № 19, расположенной в военном городке при 102-й российской военной базе в Гюмри, с нарисованной буквой «Z» в руках выстроились буквой «Z» и сфотографировались[125].
- 9 мая 2022 года в парке Победы города Еревана по случаю 77-летия победы в Великой Отечественной войне была проведена масштабная акция, в ходе которой были развёрнуты 100-метровые флаги Армении, России и 100-метровая Георгиевская лента в виде буквы «Z»[126].

Также в Нагорном Карабахе в апреле 2022 года у памятника «Мы — наши горы» в Степанакерте (Ханкенди) из российского флага была выложена буква Z.
Россия использовала краденые украинские цистерны для перевозки грузов в ЕС. В Литве заметили железнодорожную цистерну «Украинской железной дороги», которую Россия «конфисковала» в Сумской области в марте. Эту же цистерну 8 ноября не впустили в Литву из-за нанесённого символа «Z». Позже символ закрасили.

### Вандализм
В апреле 2022 года посетитель нацарапал на стене кафе в Тарту (Эстония) символ «Z» и лозунг «Слава России». Тартуский уездный суд признал его виновным и приговорил к семи суткам ареста. Следствие установило, что посетитель был сильно пьян и оставил «разжигающие ненависть лозунги и символы».
В декабре 2022 года в городе Пайде (Эстония) начал действовать серийный вандал, повсеместно оставляющий буквы «Z», ставшие символом войны России против Украины.
В феврале 2023 года работники районной управы Таллинского района Мустамяэ (Эстония) обнаружили на стене одного из зданий буквы «Z» и «V», а также надпись «Путин, введи войска!». Позднее суд приговорил почти к двум неделям ареста мужчину, который создал в публичном пространстве в Таллине граффити «против Украины и в поддержку военной агрессии».
2 октября 2024 года литовские пограничники не пропустили поезд, следовавший из Москвы в Калининград, из-за того, что на одном из вагонов были изображены буквы Z, ZOV и надпись «Вильнюс — город России». Поездная бригада не смогла дать объяснений насчёт их появления и была вынуждена стереть граффити.

## Реакция

### Протесты и преследования

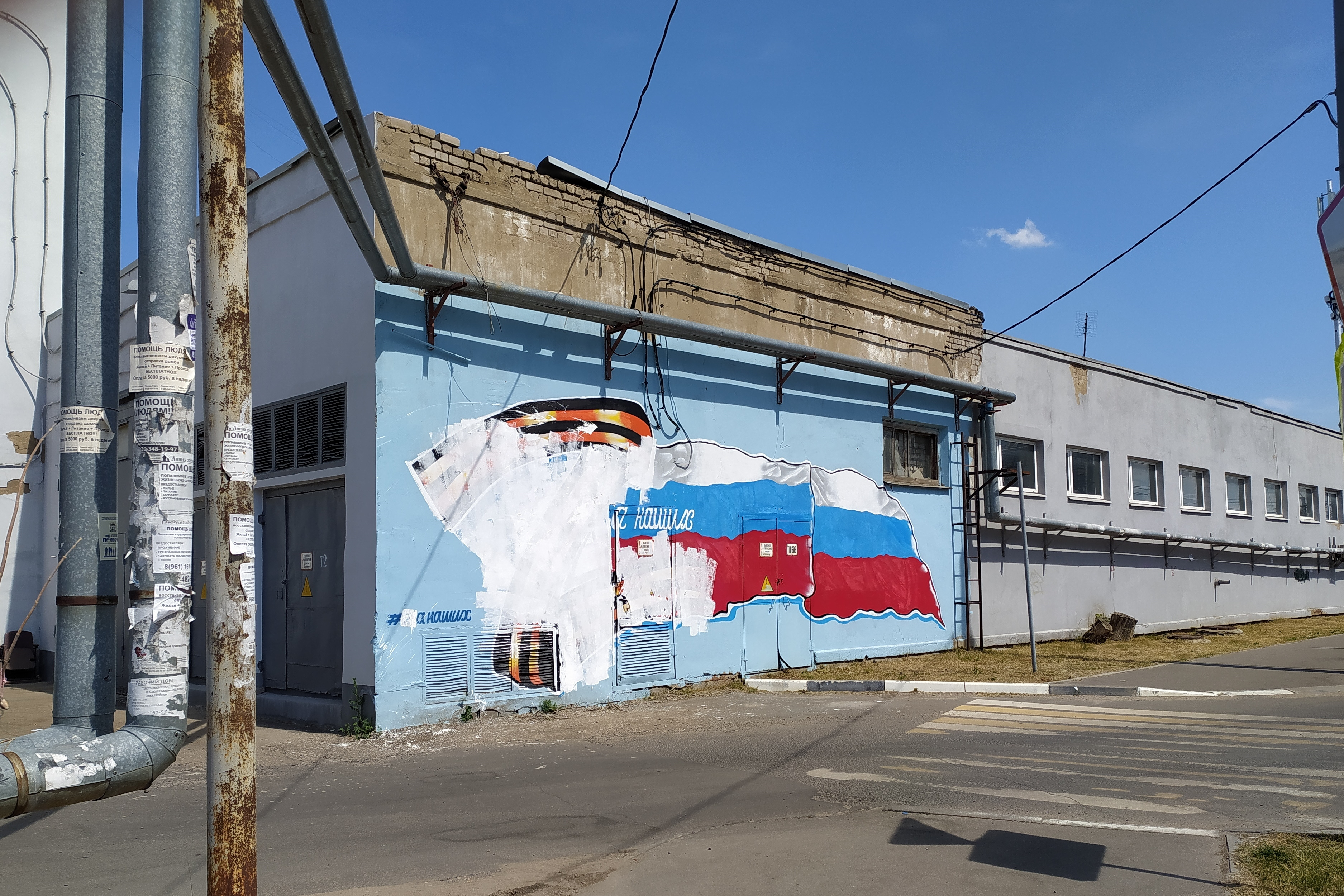
Закрашенная Z в Иваново

Внедрение «Z» привело и к обратному эффекту — распространению антивоенного движения. Лишённые других способов протеста россияне начали бороться с публичными изображениями «Z». Так, в Петербурге на асфальте в разных частях города появились трафаретные надписи «Петербург не zигует». В центре Костромы неизвестные сломали букву «Z». Сформированный в Краснодарском крае антивоенный комитет заливает красной краской баннеры с буквой «Z», расклеивает в городах листовки и рисует граффити против пропаганды. В Улан-Удэ в ночь на 25 апреля повредили баннер с буквой «Z», который неделей раньше повесили на самую большую в мире скульптуру головы Ленина. Ведущий одного из государственных каналов попросил москвичей не клеить букву «Z» на стёкла автомобилей, потому что это «снижает обзор» и повышает «вероятность попадания тяжёлых предметов». Крымские власти приняли решение о сносе автомастерской после того, как в ней отказались ремонтировать военный грузовик с буквой «Z», а также задержали мужчин, подозревавшихся в избиении российского военнослужащего за одежду с провоенным символом. Протестующие против войны поджигают автомобили с символами «Z», прокалывают шины и бьют стёкла.
18 марта в центре Костромы поставили двухметровый монумент в форме «Z», однако 4 апреля неизвестные её уронили и сломали. На следующий день поломанную букву опять поставили, но было видно, что символ сломан. Вскоре после этого её демонтировали.
Известно, что часть болельщиков футбольного клуба «Рубин» и хоккейного клуба ЦСКА во время матчей отсаживалась от баннеров с буквой «Z». В начале июня по причине многочисленных обращений граждан Москвы со здания партии «Справедливая Россия» был снят баннер в поддержку вторжения на Украину с латинскими буквами «Z» и «V», сложенный из георгиевских ленточек. В конце апреля группа «Би-2» отменила свой концерт в Омске за 15 минут до начала из-за вывешенного на стене баннера «Za президента».
В марте 2022 года муниципальный депутат Новосибирска Хельга Пирогова заявила, что получает много сообщений от жителей, которые просят убрать символ — он вызывает у них тревогу, страх и другие негативные эмоции. Против буквы «Z» высказывалась и бывший прокурор Крыма и экс-депутат Госдумы Наталья Поклонская. В частности, Поклонская заявила, что «Z» «символизирует трагедию и горе как для России, так и для Украины». В мае лидер петербургского молодёжного движения «Поколение Z» и один из участников предвыборного штаба Путина в Петербурге Ринат Евстигнеев изменил название движение на «Поколение Global», а также осудил военные действия России на Украине. Уволившийся 23 мая 2022 года советник российской миссии при ООН в Женеве Борис Бондарев заявил, что «Буквой Z были перечёркнуты все надежды на построение процветающего, свободного общества в нашей стране».

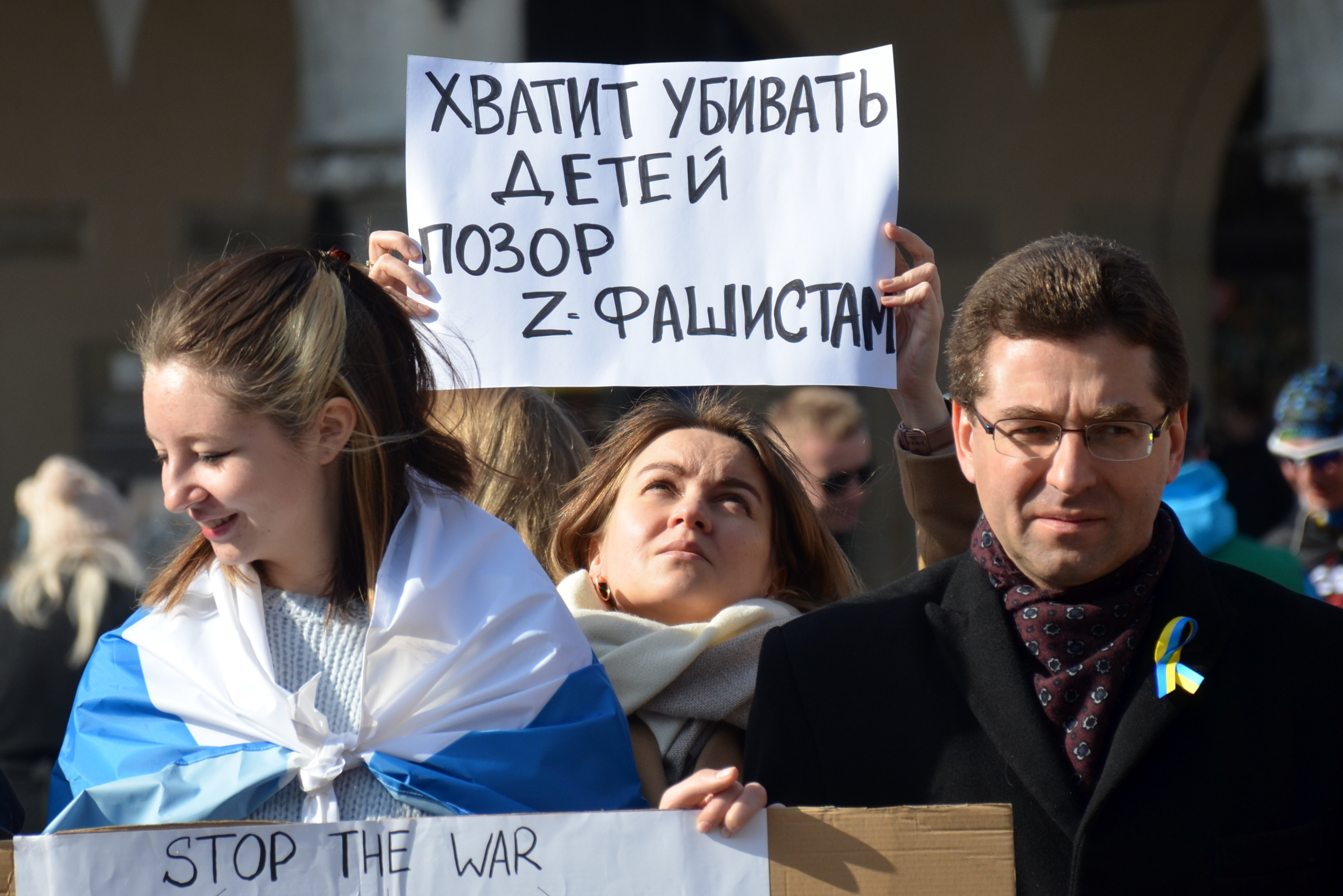
Русская диаспора протестует против войны на Украине

За высказывания или действия против символа подвергают увольнениям и штрафам. Так, мужчина на юге России был оштрафован на 30 000 рублей за то, что плюнул на букву «Z». В конце марта Октябрьский районный суд Екатеринбурга оштрафовал на 50 тысяч рублей бывшего мэра города Евгения Ройзмана за «Публичные действия, направленные на дискредитацию использования Вооружённых сил Российской Федерации». Согласно материалам дела, Ройзман опубликовал в Twitter'е трактовку символов «Z» и «V», отличную от трактовки Минобороны РФ. Ройзман не признал вину в дискредитации Вооружённых сил России. В конце июня против оппозиционного кандидата Софьи Пугачёвой возбудили уголовное дело за отказ украшать Дом культуры ко Дню России символами «Z» и «V». Также в конце июня стало известно, что депутат Госдумы от «Единой России» Александр Хинштейн подаст запросы в Роспотребнадзор и прокуратуру из-за отказа московской компании «Принтаника» выпускать футболки с надписью «Zа Победу!». 9 марта жителя Сургута оштрафовали на 40 тысяч рублей за дискредитацию вооружённых сил России через комментарии к постам Вконтакте, в которых он писал, что «Z» означает «засранцы». 25 марта уголовное дело по статье о фейках про российскую армию было заведено против Изабеллы Евлоевой за посты в Телеграм-канале, в которых она назвала символ «Z» «синонимом агрессии, смертей, боли и бессовестных манипуляций». В конце апреля в Чебоксарах задержали ударившего ногой букву «Z» мужчину. Установленную в апреле инсталляцию повреждали несколько раз, на нападавших на неё в июне завели уголовное дело. 4 мая жительницу Красноярска задержали за то, что она написала на своём автомобиле красной краской «Zачем?». Предприниматель Олег Тиньков, осуждая российское вторжение, высказался против символа Z словами: «…конечно есть дебилы, рисующие Z, но дебилов в любой стране 10 %. 90 % россиян ПРОТИВ этой войны!». В дальнейшем он говорил, что после его критики с руководством «Тинькофф банка» связывались из администрации президента. В июле за критику символа оштрафовали Биккинина Ирека Дамировича, журналиста и правозащитника из Мордовии. В сентябре двух студенток МГУ отчислили из вуза за критику символики Z.

#### Использование символа как угрозы
Провоенные активисты наносят «Z» на двери квартир оппозиционеров и несогласных с действиями российских властей на Украине. Например, символ был размещён на дверях кинокритика Антона Долина, театрального критика Марины Давыдовой, участницы Pussy Riot Риты Флорес, активистки Ольги Мисик, автора телеграм-канала «Протестный МГУ» Дмитрия Иванова, на стене офиса движения Льва Пономарёва, журналистки издания Sota Анны Лойко, политика Михаила Лобанова и других. Метку «Z» оставили силовики в офисе Московского «Мемориала», окончательно закрытого и ликвидированного в первые недели войны.

### Запреты на публичную демонстрацию
В некоторых странах запрещено публичное изображение «Z» с целью поддержки военных действий российской армии:
- 5 марта в пресс-службе Департамента полиции Казахстана предупредили, что при обнаружении на автомобилях наклеек либо надписей с латинской буквой Z водители таких авто будут незамедлительно остановлены и доставлены в управление полиции для выяснения причин[120]. За нанесённый на автомобиль символ выносится штраф за «нарушение правил эксплуатации транспортных средств»[169].
- 8 марта Министерство внутренних дел Чехии в рамках запрета публичной поддержки российского вторжения на Украину классифицировало символ «Z» как «эквивалент свастики»[124].
- В Германии Федеральное министерство внутренних дел и по делам общественности в марте заявило, что, хотя буква Z сама по себе не является незаконной, её использование для обозначения поддержки российского вторжения на Украину может быть уголовным преступлением, наказуемым лишением свободы на срок до трёх лет[170][171][172]. 25 марта министр внутренних дел федеральной земли Нижняя Саксония Борис Писториус установил уголовное преследование за использование символики и демонстрации «Z» на митингах[154][173][174][175]. Подобное заявление сделал и министр юстиции Баварии Георг Айзенрайх. По его словам, свобода мнений «заканчивается там, где начинается уголовное право». Политик пояснил, что демонстрация символа попадает под статью 140 регионального Уголовного кодекса, в которой идёт речь в том числе об одобрении преступной агрессии — она предусматривает штраф или лишение свободы на срок до трёх лет[154]. Наказание за использование «Z» предусмотрено также в Берлине[174].
- Сейм Латвии 31 марта признал «Z» и «V» символами, прославляющими военную агрессию и военные преступления, и поэтому запретил их использование в публичных мероприятиях наряду со свастикой и серпом и молотом[122][176][177].
- Парламент Молдавии запретил изготовление, продажу, хранение и публичное использование символов «Z» и «V», а также георгиевской ленты. За нарушение гражданам будет грозить штраф в размере от 245 до 490 $ или общественные работы, юридическим лицам — до 980 $[178].
- В марте 2022 года глава МИД Украины Дмитрий Кулеба призвал международное сообщество признать незаконным использование буквы «Z» в качестве выражения поддержки России и ввести уголовную ответственность за использование символики[179]. 14 апреля Верховная рада приняла запрет публичной демонстрации знаков, используемых российской армией при вторжении на Украину. Согласно документу, под запрет попадают буквы «Z» и «V», символика вооружённых сил РФ, любая пропаганда российского режима и «военной спецоперации» на Украине. Символы нельзя использовать на одежде, в соцсетях, СМИ, рекламе, общественных местах. Допускается её изображение в произведениях и материалах, «созданных с целью осуждения российского режима», а также материалах СМИ, которые не оправдывают действия России[123].
- 19 апреля Сейм Литовской Республики проголосовал за запрет символов вторжения России на Украину — букв «Z», «V» и оранжево-чёрной георгиевской ленты. Для граждан штраф составит от 300 до 700 €, для юридических лиц — до 1200 €[180][181].
- В преддверии празднования Дня Победы Органы национальной безопасности Киргизии призвали организации по прокату карнавальных костюмов не сдавать в прокат способствующую разжиганию межнациональной розни военную форму и костюмы с символом «Z», а также горожан — не надевать указанную форму в шествии «Бессмертный полк»[154][182].
- 20 апреля символ Z был запрещён организаторами шествий на 9 мая в Ирландии[183].
- 21 апреля 2022 года эстонский парламент принял поправки к Уголовному кодексу Эстонской Республики, запрещающий демонстрацию «враждебной символики». В преддверии 9 мая в эстонской прессе были опубликованы пояснения полиции, что, в том числе, запрещены флаги СССР и Российской Федерации, георгиевская ленточка и советская военная форма, а также символика, связанная со вторжением России на Украину — символизированная буква «Z». Законом предусмотрен штраф до 1200 € для физических лиц и до 32 000 € — для юридических[184][185][186][187].

### Отказ от использования схожих символов
Компании по всему миру начали переименовывать свою продукцию и изменять символику, чтобы избежать «неприятных ассоциаций» с символами войны. Так, высотные здания в Риге под названием Z-Towers были переименованы в Zunda Towers. Швейцарская страховая компания Zurich Insurance Group отказалась от использования «Z» в своих социальных сетях. Теперь вместо синей «Z» они используют слово целиком. Компания Samsung Electronics изменила название линейки Galaxy Z Fold 3 на Galaxy Fold 3 в некоторых странах. Украинская рок-группа «Беz обмежень» изменила логотип и заменила латинскую «Z» на кириллическую. Британская компания по доставке продуктов Ocado изменила новый логотип для своего ускоренного сервиса доставки Zoom менее чем через неделю после его запуска из-за сравнения с российским военным символом. Бюджетная авиакомпания ZIPAIR Tokyo заявила, что во избежание недоразумений откажется от своего логотипа с буквой «Z». В финском городе Лаппеэнранта убрали букву «Z» из названий автобусных маршрутов. Компания-разработчик игр ZeptoLab вернула свой прежний логотип, в котором не было буквы «Z».

### Похожие символы
По мнению колумниста The Daily Telegraph, во время боевых действия в Нагорном Карабахе в 2023 году, Азербайджан использовал символику в российском стиле.

## Падение популярности
Спустя полгода после начала вторжения появились первые признаки падения популярности символов Z и V, они стали реже появляться в социальных сетях пророссийских блогеров. Отмечались факты негативной реакции на украшение символами Z городов к Новому 2023 году. Согласно оценке издания «Meduza», по состоянию на начало 2023 года эти символы используются представителями радикальной политической субкультуры «турбопатриотизма», кристаллизующихся вокруг каналов пророссийских «военкоров» и выступающих за тотальную войну, критикующих власти России за недостаточно агрессивное ведение боевых действий. Официальная поддержка использования символики в основном прекратилась.

## В культуре

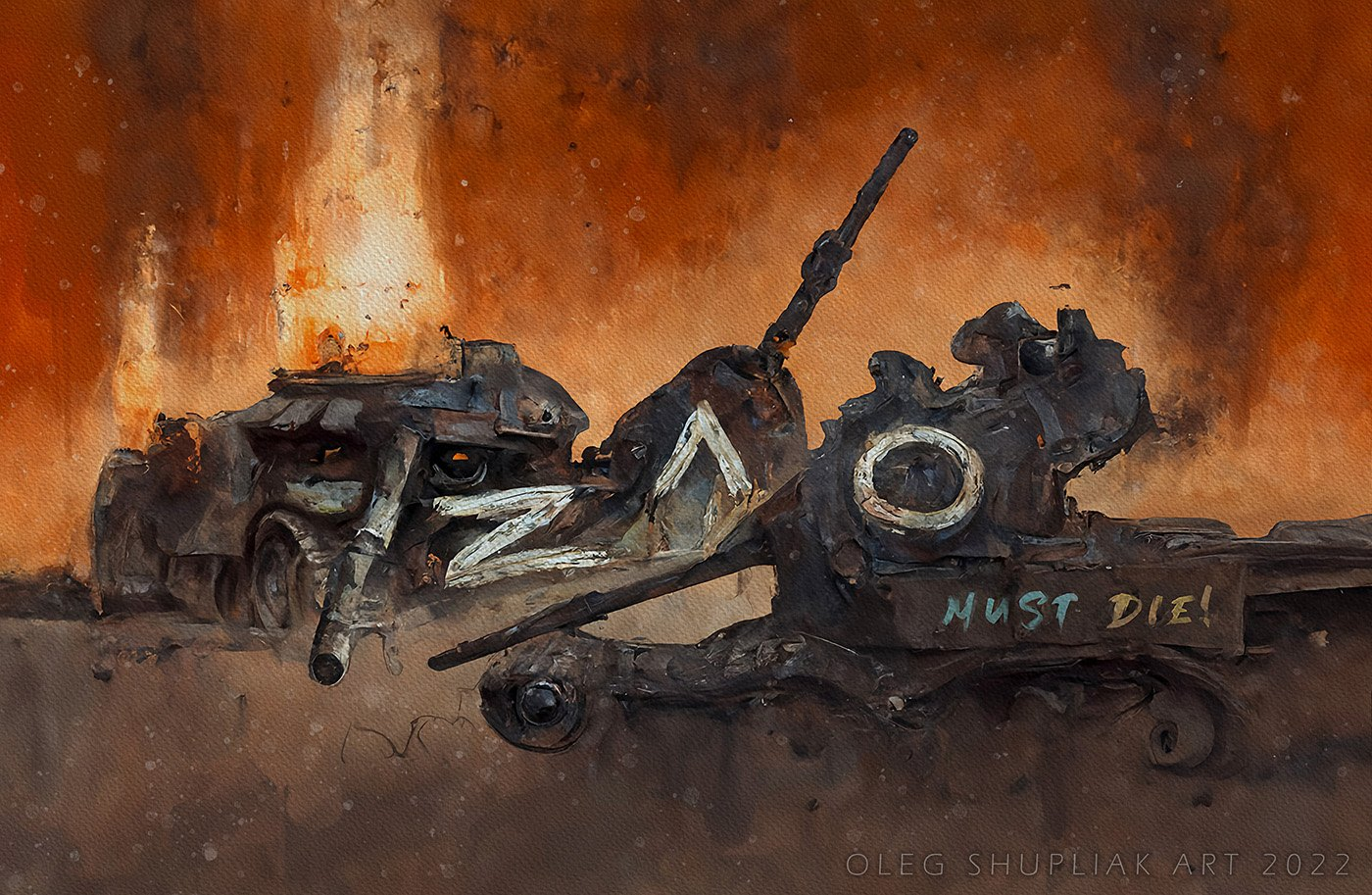
Картина Олега Шупляка «ZЛО должно умереть!»

- Макс Покровский и «Ногу свело» — Буква «Зю», Поколение Z[197].
- ZOV 56 — антивоенная книга участника вторжения на Украину Павла Филатьева[198].
- Захар Прилепин. Координата Z. — АСТ, 2023. — 352 с. — (Уроки русского). — ISBN 978-5-17-156049-2.
- Дмитрий Быков. VZ. Портрет на фоне нации. — Freedom Letters, 2023. — 508 с. — ISBN 9781446724231. — ISBN 978-1-998084-54-8. — автор апроприировал эти буквы в виде иницииалов президента Украины Владимира Зеленского[199].